# Collégiale Saint-Salvi d'Albi
Pour les articles homonymes, voir Église Saint-Salvi.
La collégiale Saint-Salvi d'Albi est une ancienne collégiale située à Albi, dans le sud-ouest de la France.
L'église a un aspect hétéroclite, reflet de l'évolution des modes de construction, mêlant l'art roman languedocien et l'architecture gothique. La césure entre les deux styles s'oppose aussi dans les matériaux, pierre pour l'ancien et brique foraine rouge pour le plus récent. La durée du chantier, sur près de sept siècles, a été déterminée par l'alternance de périodes fastes ou plus maigres. La lecture de la construction est complexe pour les historiens, des évolutions architecturales étant aussi intervenues sur les parties achevées.
Le cloître qui lui est attenant et la canourgue, groupe d'anciennes résidences des chanoines, forment avec la collégiale, un ensemble remarquable à une centaine de mètres de la cathédrale Sainte-Cécile et du palais de la Berbie. Ils appartiennent à la cité épiscopale d'Albi, classée au patrimoine mondial de l'UNESCO en 2010.

## Localisation  et étymologie
La collégiale est située dans la vieille ville d'Albi, dans le périmètre classé par l'UNESCO au titre de la cité épiscopale. Elle constitue le cœur du quartier éponyme. L'église est construite sur un point haut, raison d'être de la tour de guet qui prolonge la tour nord.
Au VIIe siècle, l'Albigeois appartiennent à la riche famille Desiderii-Salvii. Un de ses membres a laissé son nom, saint Salvi à la collégiale où il est inhumé. C'est à ce personnage que la légende attribue le titre de premier évêque de la ville, entre 574 et 584. La collégiale a un temps, conservé ses reliques. Le terme de collégiale, traduit une conduite de la messe par le chapitre de chanoines. Dans le cas présent, elle garde la sépulture du saint local. Elle n'est pas le siège d'une paroisse. Celle-ci était assurée par l'église Sainte-Martiane toute proche, démolie à la Révolution pour cause de vétusté.

## Historique

### Édifices antérieurs
Selon l'historien Jean-Louis Biget, le monastère dirigé par Salvius d'Albi n'est pas à proprement parler une abbaye, mais plutôt une communauté d'anachorètes soumis à l'obéissance à leur abbé. Ce type de fonctionnement pourrait avoir été inspiré de la première abbaye de Lérins.
Le site du premier monastère où Salvi fut moine et a été enterré est inconnu. C'est une communauté bien établie, probablement sous le patronage de Saint-Sernin de Toulouse : l'autel majeur porte une dédicace en ce sens.
Le culte de saint Salvi, personnage de haut lignage, explique la prééminence de la collégiale sur la cathédrale : les évêques d'Albi y ont leur sépulture jusqu'en 1230 et rendent hommage au saint lors de leur prise de fonction, comme les puissants lors de leur visite à Albi.
Au Xe siècle, le collège de chanoines reçoit des donations des comtes de Toulouse et des vicomtes d'Albi, toutefois ce n'est pas un enrichissement de la communauté : la règle de Chrodegang permet à la famille de récupérer le bien mis en dot à la mort du religieux et lors d'une donation, le donateur conserve l'usufruit des biens. Ce n'est qu'à partir du concile de Toulouse en 1056, que l'aristocratie reconnaît la cession de ses droits à l'église.
En 940, un texte relate un projet de reconstruction. Le bâtiment concerné semble être sur le site actuel.

### Contexte
Une période de laisser-aller des chanoines au début du XIe siècle, est interrompue par la mise en place de la réforme grégorienne. Elle aboutit à l'adoption de la règle de saint Augustin. Ce sursaut de rigueur s'accompagne d'un nouveau projet architectural de style roman.
La construction du bourg Saint-Salvi s'inscrit dans le développement de la cité vers l'orient : du castelviel antique, le quartier de la cathédrale et le castelnau, ont fait sortir la ville du promontoire rocheux initial où elle se trouvait. Saint-Salvi et le quartier des Combes sont créés dans le même axe. La place de la Pile, centre névralgique du commerce albigeois, se trouvait à la jonction du quartier épiscopale et de celui de Saint-Salvi.

### Construction

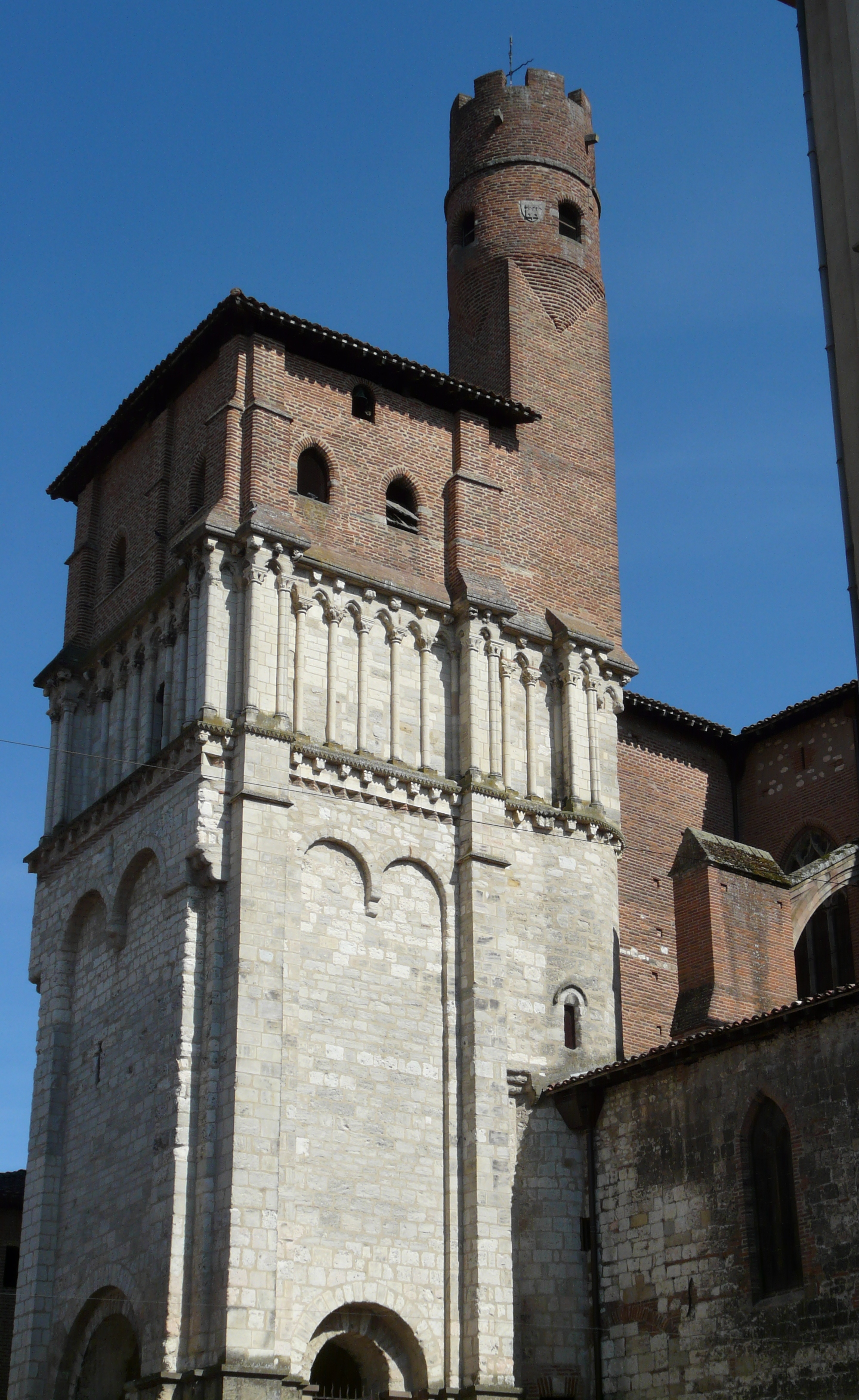
Tour septentrionale reflétant trois époques de construction.

#### XIesiècle
Le chantier est décidé en 1057. Cette date correspond au concile de Toulouse et à la réforme grégorienne : la gestion des chanoines gagne en rigueur et leurs revenus augmentent de manière importante. La construction commence avec l'érection de la tour nord vers 1060-1080. La position anachronique de la tour nord par rapport au reste de l'édifice traduit soit une nécessité topographique sur un site où le terrain n'est pas plat, soit la présence de bâtiments plus anciens dont la démolition ne se fait qu'au fur et à mesure. Pour l'historien Jean-Louis Biget, la tour nord n'a été intégrée au projet qu'ultérieurement.
Ce campanile avait un rôle plus étendu que celui d'abriter des cloches. Sa situation sur le point le plus haut de la ville en faisait un observatoire idéal dans sa défense, du haut de la gachole, petite tourelle de guet surmontant le clocher, dont le nom occitan signifie surveillance. Il est bien plus haut que le clocher de l'ancienne cathédrale romane construite en contrebas, plus près des rives de la rivière Tarn.
Cette tour isolée a été ensuite incluse dans la construction de l'édifice religieux. Ces atermoiements se traduisent par une épaisseur du mur peu commune entre le clocher et le transept nord et une discontinuité de la maçonnerie au premier étage. La base de cette tour représentent un bel exemple de l'Art roman languedocien, avec ses murs renforcés d'appareillage en relief dans les angles et soutenant la toiture : lésènes et bandes lombardes. Ces éléments caractéristiques se retrouvent sur les murs des chapelles donnant sur le transept. Elles sont aussi nommées absidioles au vu de leur position, même si elles ne donnent pas dans l'abside. Les arcs outrepassés sont systématiquement utilisés, au point qu'on peut les considérer comme un marqueur de l'art roman albigeois du XIe siècle. On retrouve ce type d'arc sur les arcades restantes de l'ancienne cathédrale romane.

#### XIIesiècle
Ces éléments achevés en 1100, le chantier de la nef dure jusqu'en 1120. Les sept travées sont adjointes des deux côtés de collatéraux dont la particularité est de ne pas être alignés sur les absidioles. Les dimensions intérieures sont de 67 mètres de long et de 22,5 mètres de large, en faisait avec la cathédrale romane, une des plus vastes de l'Albigeois. Les voûtes originelles n'ont pas été conservées, aussi les historiens ne peuvent-ils qu'imaginer une hauteur à partir de celle des murs romans en pierre. (autour de 16 mètres.
L'église est dotée de deux accès. Celui du nord, est une annexe qui donne dans un cimetière. Le portail principal est celui de l'ouest : il donne, par un escalier d'une vingtaine de marches, sur la place de la Pile, centre économique de la ville avec ses arcades et ses mesures à grain. Ce portail comporte quatre arcades à arc outrepassé reposant sur cinq piliers. L'aspect massif de ces derniers est tempéré par des colonnes ouvragées : torsades ou écailles. Ce portail a disparu de la vue des visiteurs depuis la construction de bâtiments à la place de l'escalier au XIVe siècle. Quelques éléments ont pu être étudiés par des historiens, invités par les habitants à les observer dans le mur du fond de leur maison. C'est le cas des chapiteaux des deuxième et troisième colonnes à partir du nord, représentant le sacrifice d'Abraham et l'apparition de Jésus à sainte Marie Madeleine.
Une analyse de la sculpture rappelle celles de basilique Saint-Sernin et du cloître de la basilique de la Daurade à Toulouse. Un dessin de ce portail réalisé au XIXe siècle, tente de reconstituer l'élévation de la façade masquée. Si les colonnes du rez-de-chaussée semblent conformes, les baies de l'étage soulèvent des interrogations de Jean-Louis Biget. Ce dernier qui a eu l'occasion de voir quelques parties de l'ensemble, pense que l'auteur inconnu du dessin n'avait pas vu les éléments, se fiant uniquement aux textes descriptifs. Le portail nord comporte le caractéristique arc outrepassé à voussures. La plus externe est travaillée avec des fleurs à huit pétales, les autres sont lisses. Les chapiteaux comportent des palmes, fleurs et corbeilles. Ils rappellent, là encore, l'école toulousaine, au même titre que l'église Saint-Michel de Lescure-d'Albigeois voisine et de même époque. La base des colonnes est également travaillée. Ces sculptures et les textes qui les évoquent, plaident pour une datation autour de 1120.

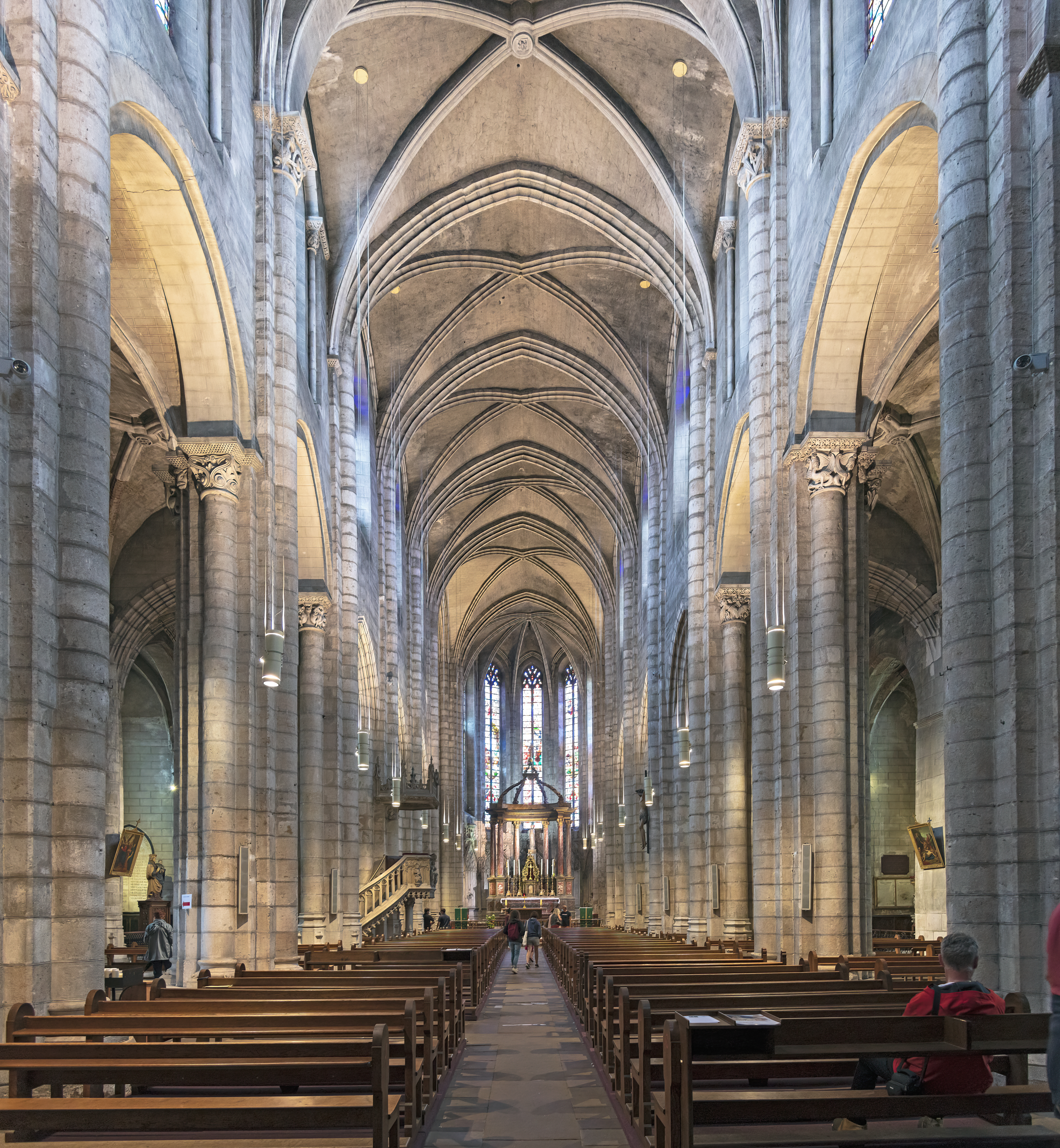
La nef et le chœur

#### Période intermédiaire
En 1130, un schisme se produit, divisant le clergé albigeois. Le chapitre des chanoines, comme l'évêque Humbert de Géraud, soutiennent l'antipape Anaclet II, contre le chapitre de la cathédrale qui prône la fidélité au pape Innocent II. Les chanoines, fidèles au pape comme le reste du clergé français, gagnent le bras de fer. Ils remplacent le prévôt, abbé de la collégiale, par l'un d'entre eux et font démolir la résidence de l'évêque. Cet épisode entraîne un assouplissement de la règle et une modification du chapitre. La fissure entre les chanoines de Saint-Salvi et ceux de la cathédrale romane, permet au vicomte Trencavel et au comte de Toulouse de récupérer l'usufruit de biens perdu en 1080, avec l'aide de l'évêque Géraud que Jean-Louis Biget signale comme « leur créature ». Le chapitre cathédral, sorti vainqueur du conflit, impose un contrôle administratif de la gestion de la collégiale par l'évêque. Ce n'est qu'en 1190 que le chapitre retrouve ses prérogatives grâce au nouvel évêque Guilhem Peyre, ancien de la collégiale. Cet évènement est fêté par la remontée des reliques de saint Salvi, de la crypte vers les autels en 1194 et une nouvelle réforme du chapitre entre 1203 et 1209.

#### XIIIe

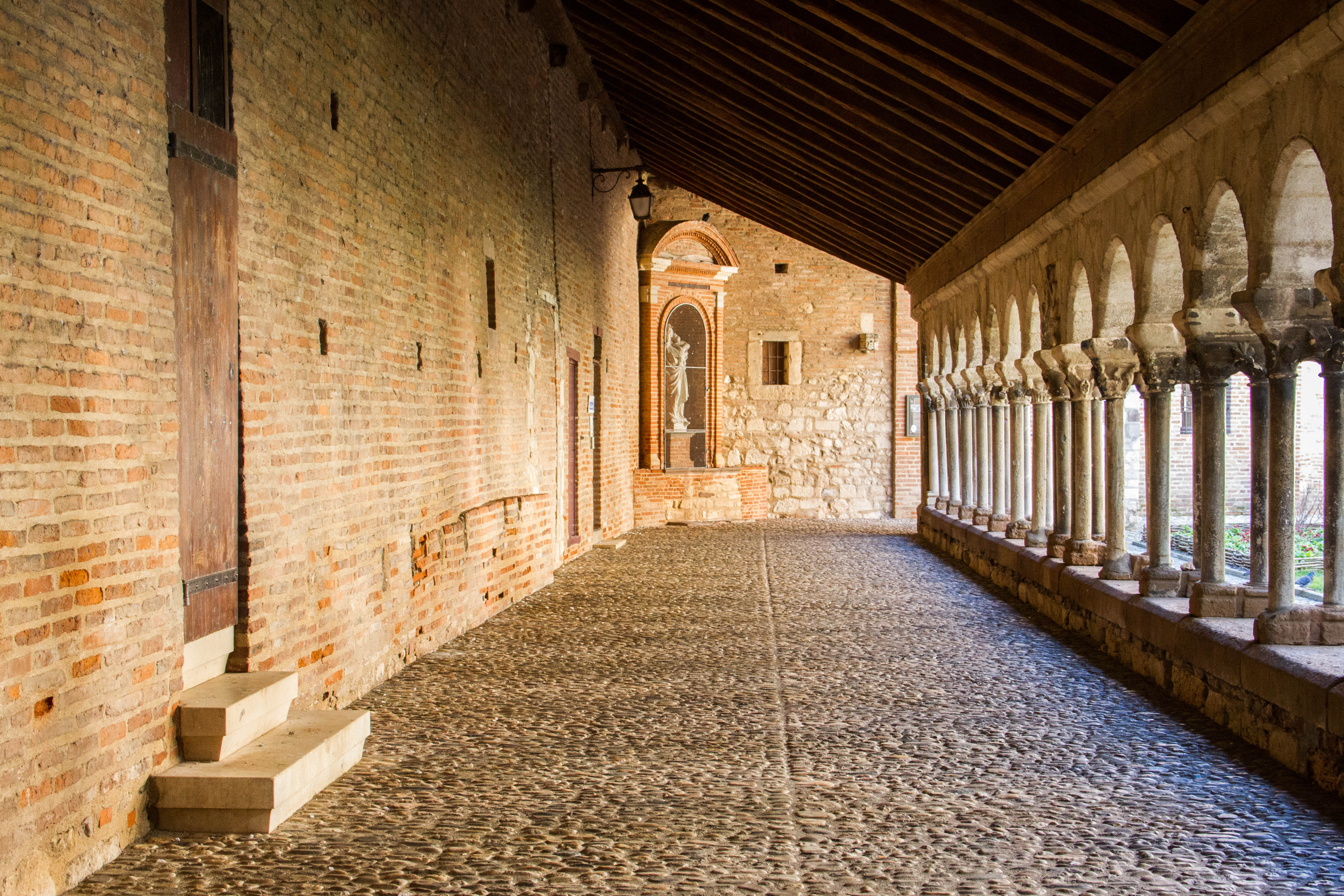
Galerie sud du cloître, la seule conservée en totalité.

Au début du siècle, la croisade des Albigeois aboutit à la dépossession de Raimond II Trencavel, fils de Raymond-Roger, mort à la suite de la prise de Carcassonne en 1209. Ses domaines sont partagés entre le nouveau vicomte Simon IV de Montfort, nommé chef de la croisade, et les domaines ecclésiastiques. La collégiale gagne ainsi des paroisses, 29 en 1219 contre 16 en 1120, mais aussi des seigneuries. Cet apogée est de courte durée : le collège des chanoines commence à perdre de son influence au profit de celui de la cathédrale et surtout de l'évêque. Guilhem Peyre est le premier évêque à choisir de se faire ensevelir dans la cathédrale romane. Son successeur, Durand de Beaucaire, entreprend la réfection de cette dernière, vers 1245 et en 1277, Bernard de Castanet décide la construction d'une cathédrale plus grande et instaure une dictature théocratique à la fin du XIIIe siècle.
Toutefois, la collégiale doit à la courte embellie économique, une surélévation d'un étage du clocher. Sur une assise de brique, une corniche construite sur modillons à pointe de diamant rappelle des éléments architecturaux catalans de même époque. Au-dessus, une colonnade mince porte des arcs brisés en forme de trèfle. Les chapiteaux encore de style roman permettent de dater cet ajout vers 1240. Au même moment, un escalier à vis est construit à l'angle occidental formé par la tour et le transept. Il donnera son nom à la tour, un temps nommé « tour de la vit »

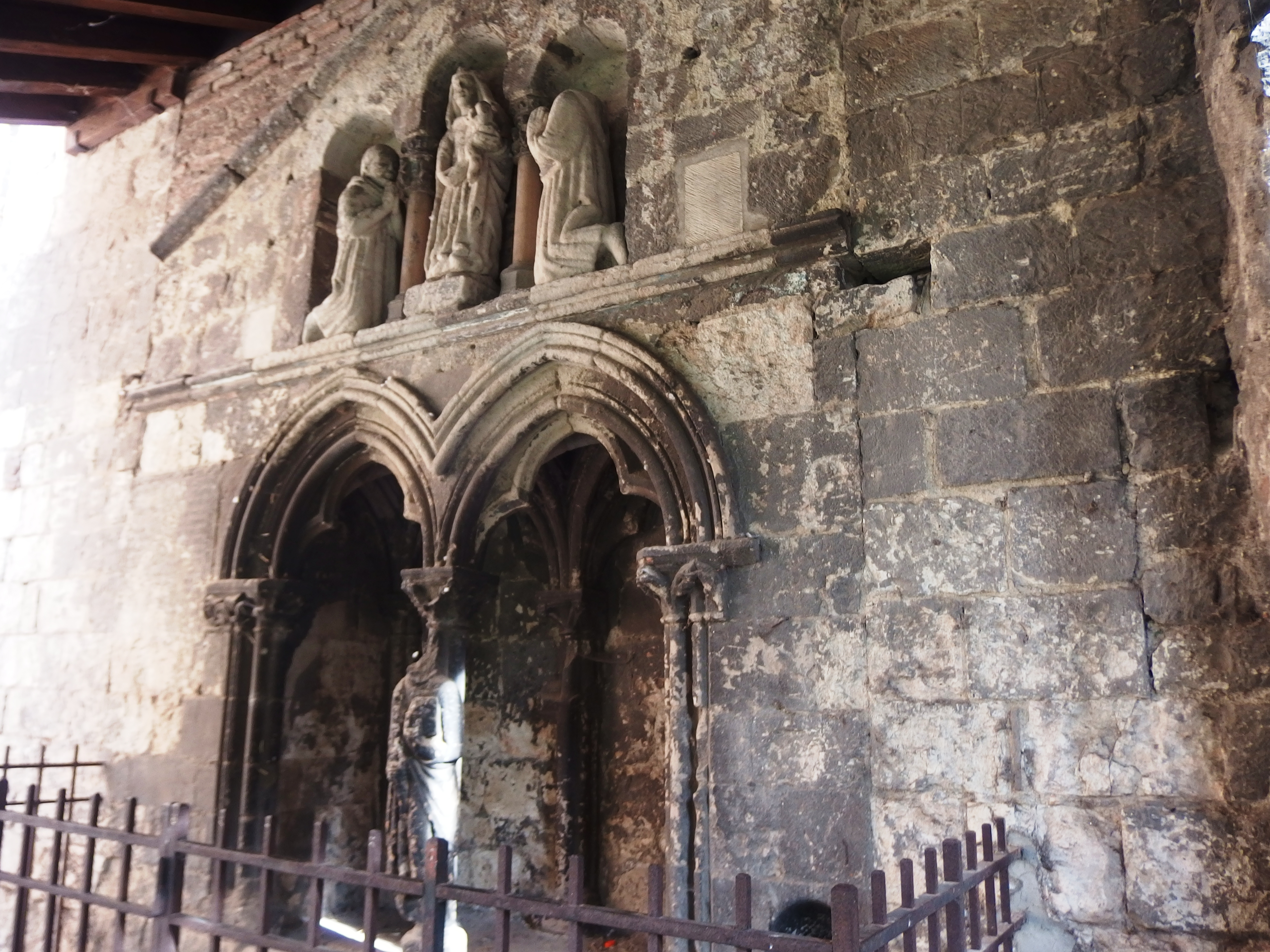
Tombeau en enfeu de Vidal de Malvezi, maçon autorisé à être enseveli dans le cloître.

D'autres chantiers concernent des bâtiments conventuels : hôpital en 1205 ou poulailler et porcherie qui donnent leur nom aux rues de la porcaria et de la galinaria. La maison du prévôt et surtout le cloître, marquent la seconde moitié du siècle. Ce dernier adopte une forme trapézoïdale dictée par son insertion au sein d'un quartier déjà bâti. Comme ses homologues méridionaux du toulousain, il mêle les éléments romans et gothiques. Le soubassement en pierre de taille supporte des colonnes jumelles et des piliers d'angle. Les arcs en plein cintre de style roman, sont posés sur des chapiteaux à feuillage dont le style est gothique. Les sculptures des chapiteaux sont difficiles à lire au vu de leur médiocre état de conservation, mais semblent y apparaître les apôtres et des damnés.
Les chantiers épiscopaux coûteux concurrencent celui du collège. Le besoin d'argent aboutit à des participations intéressées : le maçon Vital de Malvesi travaille au rabais en échange du droit de se faire enterrer dans un tombeau dans le cloître. La pierre tombale sert de socle à un enfeu divisé en compartiments par deux ogives trifoliées. Des traces de peintures murales persistent au fond. À la colonne centrale, s'adosse une statue de saint Paul. Le tout est dans le dernier style gothique à la mode à cette époque. Une dalle expliquait la construction. Devenu illisible, le texte est cependant conservé grâce à une copie du XVIIe siècle.

#### Période de déclin
À la fin du XIIIe siècle, plusieurs chanoines sont accusés d'hérésie cathare. L'évêque Bernard III de Castanet mène le retour à l'orthodoxie avec toute l'énergie et le bon droit que son amitié avec plusieurs papes lui confère. Il assoit définitivement la primauté de la cathédrale sainte-Cécile sur la collégiale. Cette dernière utilise vainement une partie de ses revenus en procès contre le chapitre cathédral au cours du XIVe siècle. Ces lourds tracas expliquent l'absence de grands projets. Le clocher sud, en mauvais état, nécessite des travaux, à une période où la guerre rend son utilité à la logette de guet. Décision est prise de transférer les cloches dans la tour nord avec la logette de guet. Le collège des chanoines ne peut payer toutes ces interventions et les consuls de la ville, équivalent du conseil municipal actuel, sont obligés de contribuer financièrement au chantier. Au vu de son coût et de la mode, le recours à la brique est obligatoire. L'étage rouge de la tour nord date de 1382.
À la même époque, les confréries décident de se faire construire à leurs frais, des chapelles dédiées à leur saint protecteur. Les chantiers se font au fur et à mesure, sans plan d'ensemble, ce qui explique la césure du mur entre deux et les hauteurs de baies différentes. Si la pierre est utilisée, son appareillage est plus grossier que celui du XIIe siècle. Outre leur rôle d'abri du saint, elles sont aussi utilisées comme lieu de sépulture pour les familles les plus influentes. Les chapelles sud sont moins profondes, le cloître ayant limité leur extension. La datation précise de ces chapelles est délicate : les textes tardifs sont perturbés par les changements de confrérie et le bâti utilise parfois de la pierre de réemploi. L'ensemble date probablement de la fin du XIVe siècle et du début du XVe siècle.
Au cours du XIVe siècle, le besoin d'argent conduit à louer des maisons construites devant le portail ouest. Ces maisons, ateliers ou études notariales, obstruent encore la vue de cette ancienne entrée au XXIe siècle.

#### XVeetXVIe

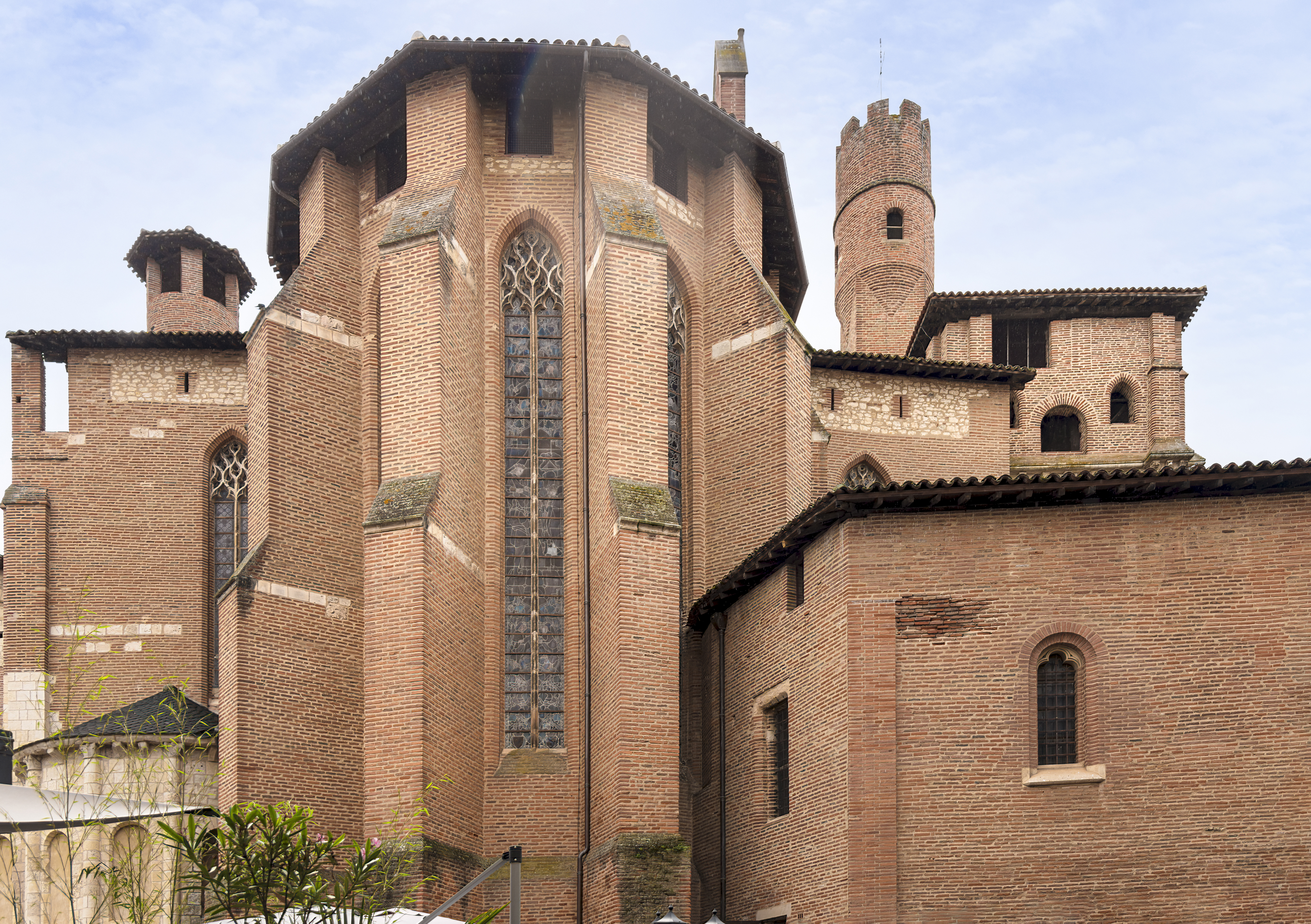
Abside refaite en briques, voisinant avec une absidiole romane.

À la suite de cette longue période marquée par le déficit de moyens de financement et l'atonie citadine, succession de famines, épidémies de peste, guerre de Cent Ans, un renouveau se traduit par des chantiers à la hauteur des ambitions du collège. Les dons nombreux après 1450 correspondent à une aisance financière des fidèles. C'est l'époque de la culture du pastel qui enrichit considérablement le pays de Cocagne circonscrit aux villes d'Albi, Toulouse et Carcassonne.
En 1444, une chapelle à saint Augustin est construite sur le mur est de la tour sud. Elle utilise la brique et se compose d'une travée et d'une abside à cinq pans. Un escalier de 262 marches permet d'accéder à la tourelle de guet, la gachole. Son érection précède de peu un plus gros chantier : la reprise et la rehausse des voûtes de la moitié de la nef, du transept et du chœur. Les arcs-doubleaux et diagonales sont en pierre, mais le remplissage des voûtes est en brique. Les murs de surélévation sont dans le même matériau. S'y ouvrent des baies en trois panneaux de style flamboyant. Des arcs-boutants, basés sur les murs des chapelles, soutiennent les voûtes. Au niveau de la tour nord, le mur roman de pierre est conservé pour ne pas toucher à la structure de la tour. Les absidioles romanes sont conservées mais le mur qui les surmonte est surélevé et doté de longues baies flamboyantes. Un chœur remodelé, clos d'un jubé est signalé dans un inventaire de 1791-1792. Il reste aussi des statues de cette époque, dont on ignore l'emplacement initial, ayant été plusieurs fois déplacées. Elles témoignent d'une recherche de réalisme des artistes de la fin du Moyen Âge, mais sans grande finesse de réalisation. Il s'agit de sept statues de bois polychrome reconstituant un calvaire : Christ aux liens et six prophètes. Deux restaurations de la polychromie ont fait perdre la trace de la peinture médiévale. Un Christ en croix polychrome, un saint Salvi, le buste d'un sainte femme et une piéta sont de la même époque mais n'appartenaient pas à l'ensemble cité précédemment. Les deux dernières œuvres ont intégré le trésor de la cathédrale.

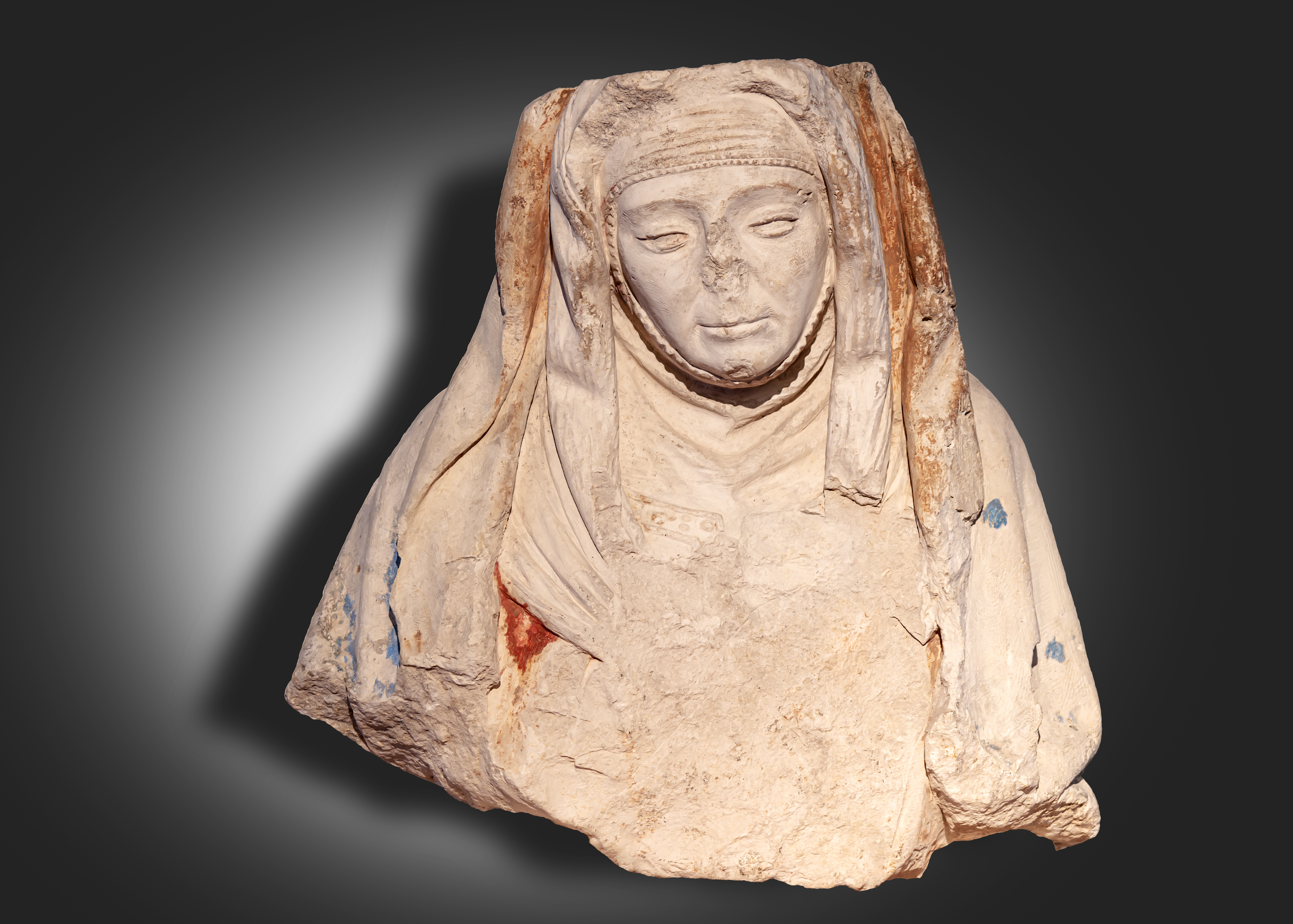
Buste de sainte femme décor du XVe siècle
Comparution de Jésus devant le Sanhédrin [7]
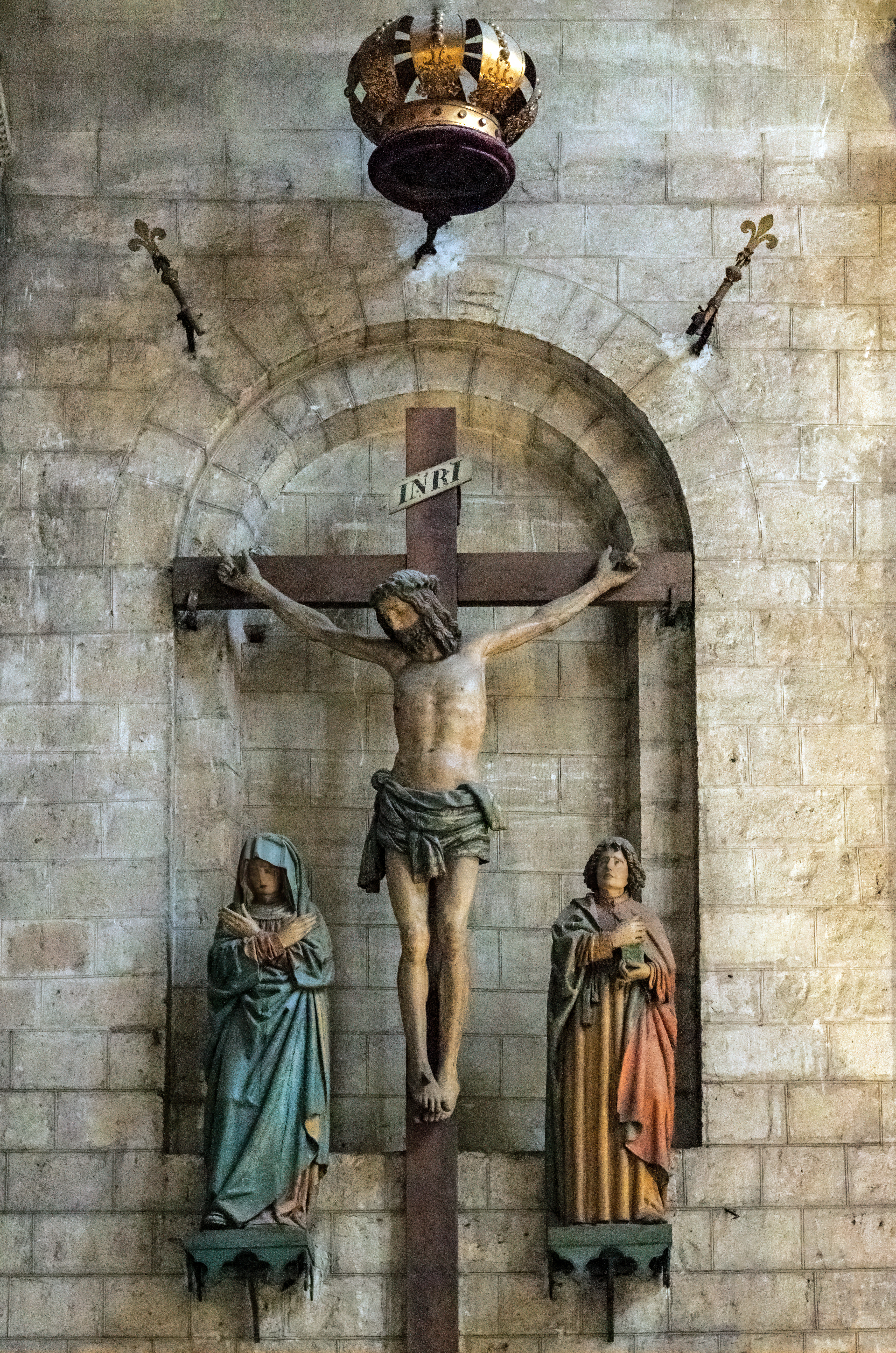
Crucifixion devant une ouverture murée donnant sur le portail occidental muré.
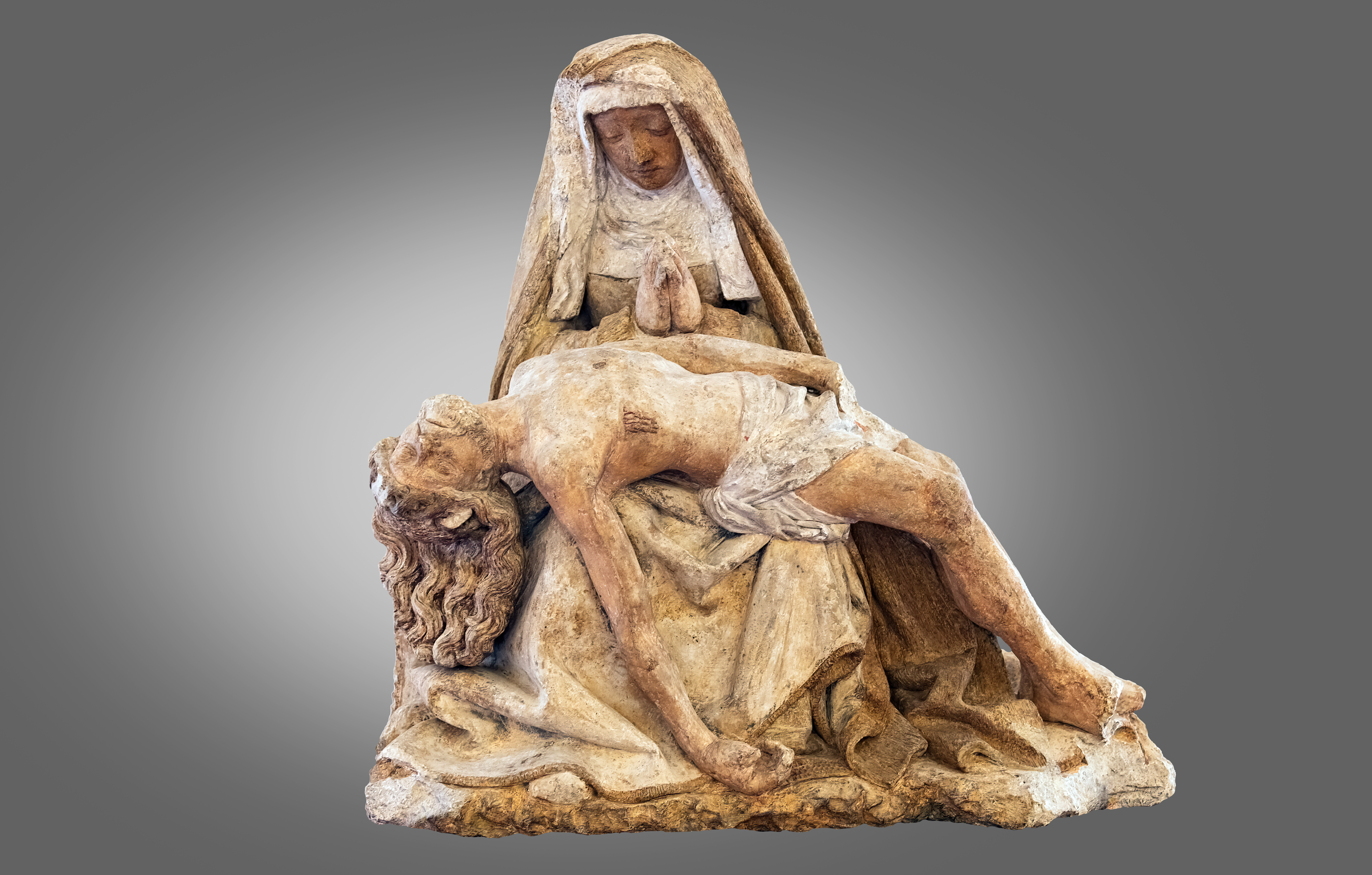
Groupe sculpté - Pietà

La datation est rendue difficile depuis la vente des archives au poids en 1820, mais le 27 septembre 1490, l'évêque Louis Ier d'Amboise consacre le nouvel autel ; cette date coïncide probablement avec l'achèvement des travaux.

#### XVIIIe
Les guerres de Religion ne touchent pas Albi proprement dit, mais la longue période de conflit, particulièrement dur dans le Tarn, perturbent grandement le commerce et l'économie. Par répercussion, les revenus capitulaires diminuent et ne permettent pas d'entreprendre des travaux importants, même si quelques petits aménagements ont lieu : c'est le cas de la réfection du haut de la tour sud qui menaçait ruine. L'appareil de pierre et les baies remaniées ne permettent pas une datation précise. Le chapitre est réduit à quinze chanoines ; il est sécularisé par le pape Clément VIII. Le logement des chanoines se fait dans des maisons sises au sud-ouest du cloître. Des portions de plafonds peints de cette époque subsistent.
Les travaux opérés au XVIIIe siècle, sont dus en grande partie au dynamisme du prévôt de la collégiale Antoine de Metge qui a officié entre 1717 et 1749. Le chroniqueur albigeois Gardès, qui a vécu entre 1648 et 1742, a rapporté la plupart des évènements survenus à cette époque.
Le maître-autel du XVIe siècle est reconstruit et consacré le 3 décembre 1726 par l'archevêque Armand Pierre de La Croix de Castries et les reliques de saint Salvi sorties de leur tombeau. Ce dernier est détruit pour créer une petite chapelle à abside en cul-de-four. En 1730, l'autel est surmonté d'un baldaquin à six colonnes à dais en dôme. Les consuls de la ville offrent six toiles à la collégiale, quatre sur la vie de Salvius, une à saint Roch, en remerciement d'avoir écarté d'Albi l'épidémie de peste de Marseille et la dernière sur l'évangélisation d'Albi par Clair d'Aquitaine. Ils sont aujourd'hui dispersés dans l'édifice, mais étaient destinés à être exposés dans l'abside. Une nouvelle chaire, remplacée au XIXe siècle, est construite. Mais les travaux qui vont marquer cette époque, sont ceux menés dans la nef pour la mettre en adéquation avec le chantier interrompu au XVIe siècle, avant son achèvement. Les premières voûtes sont terminées en 1736 et elles portent des blasons de l'archevêque, du prévôt et d'une riche famille ayant participé financièrement. Elles sont bâties en arc-doubleau de pierre et comblées entre les nervures par des briques sur champ. Un enduit masque cet appareillage. Les baies ouvertes au-dessus des collatéraux sont typiques du XVIIIe siècle, même si des ajouts du siècle suivant leur donnent, pour reprendre le vocabulaire de Biget, « une allure archaïsante ».
C'est de la deuxième partie du XVIIIe siècle que date l'ensemble des fonts baptismaux classé au titre des monuments historiques .
Antoine de Metge profite de la présence du facteur d'orgue Christophe Moucherel, venu à Albi construire les orgues de la cathédrale Sainte-Cécile, pour faire construire une orgue sur le mur occidental. Pour le construire, il utilise des éléments du petit orgue qui existait dans le chœur et d'autres provenant de l'ancien orgue de la cathédrale datant de l'époque de Louis Ier d'Amboise. Ce dernier avait été cédé pour ce projet par le collège cathédral. Le financement est assuré par les chanoines et quelques généreux donateurs. Il échappe aux déprédations commises durant la Révolution et subit une restauration par l'entreprise Cavaillé-Coll. À la suite des restaurations successives, seul le buffet est encore d'origine. La construction de cet orgue a conduit les décideurs à condamner une communication entre la collégiale et la salle capitulaire par une galerie.

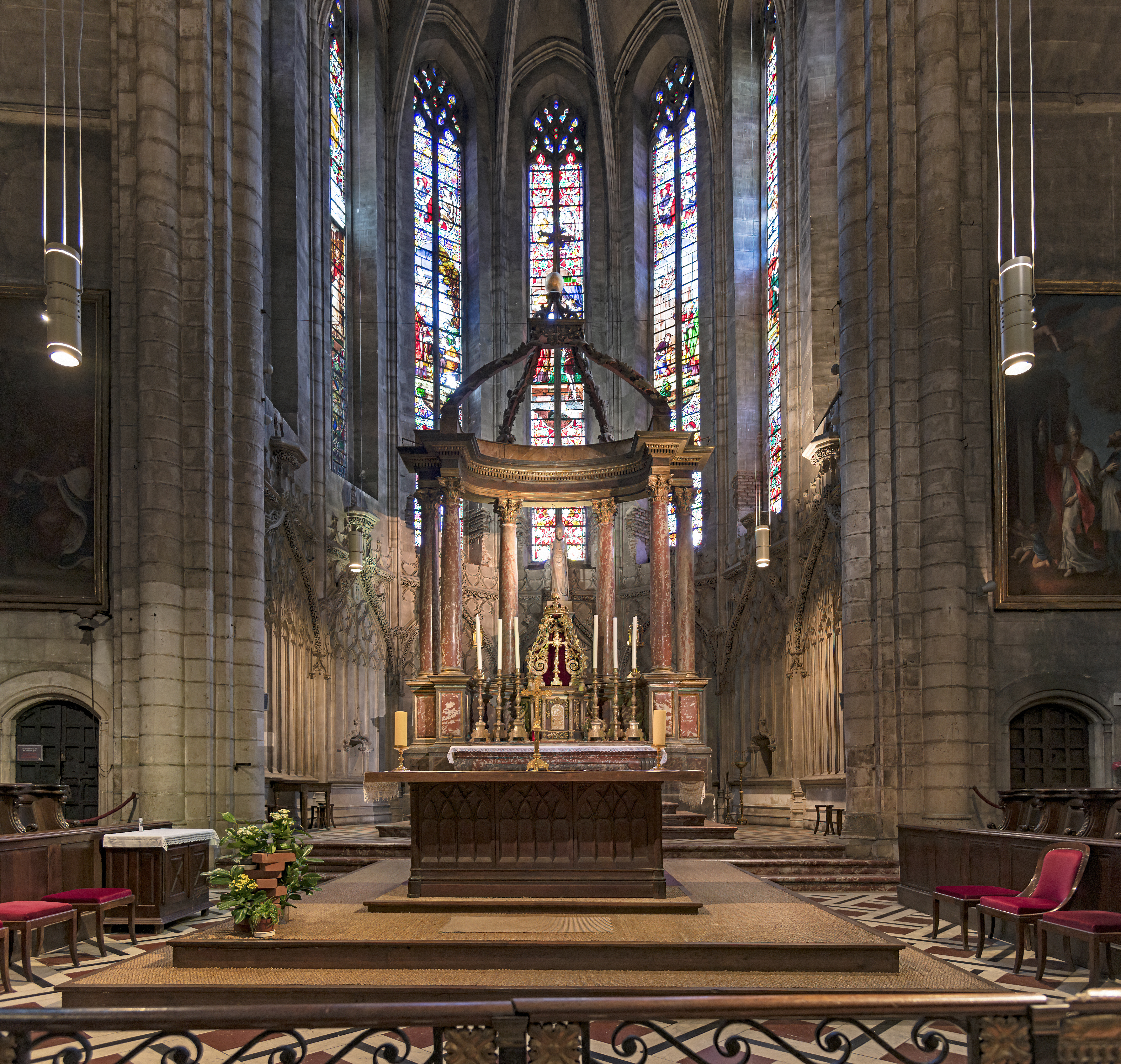
Presbyterium et le maître-autel
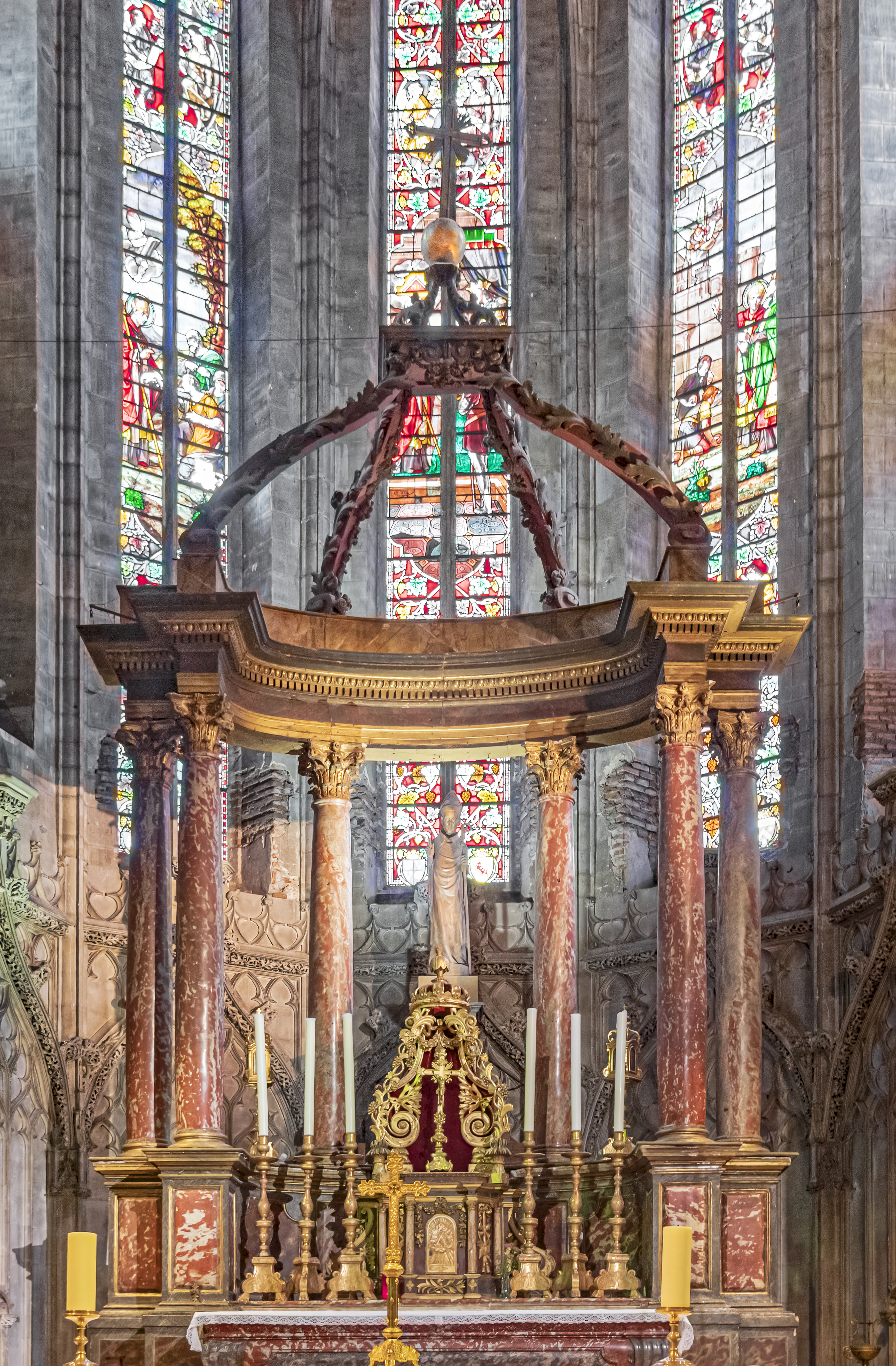
Ciborium
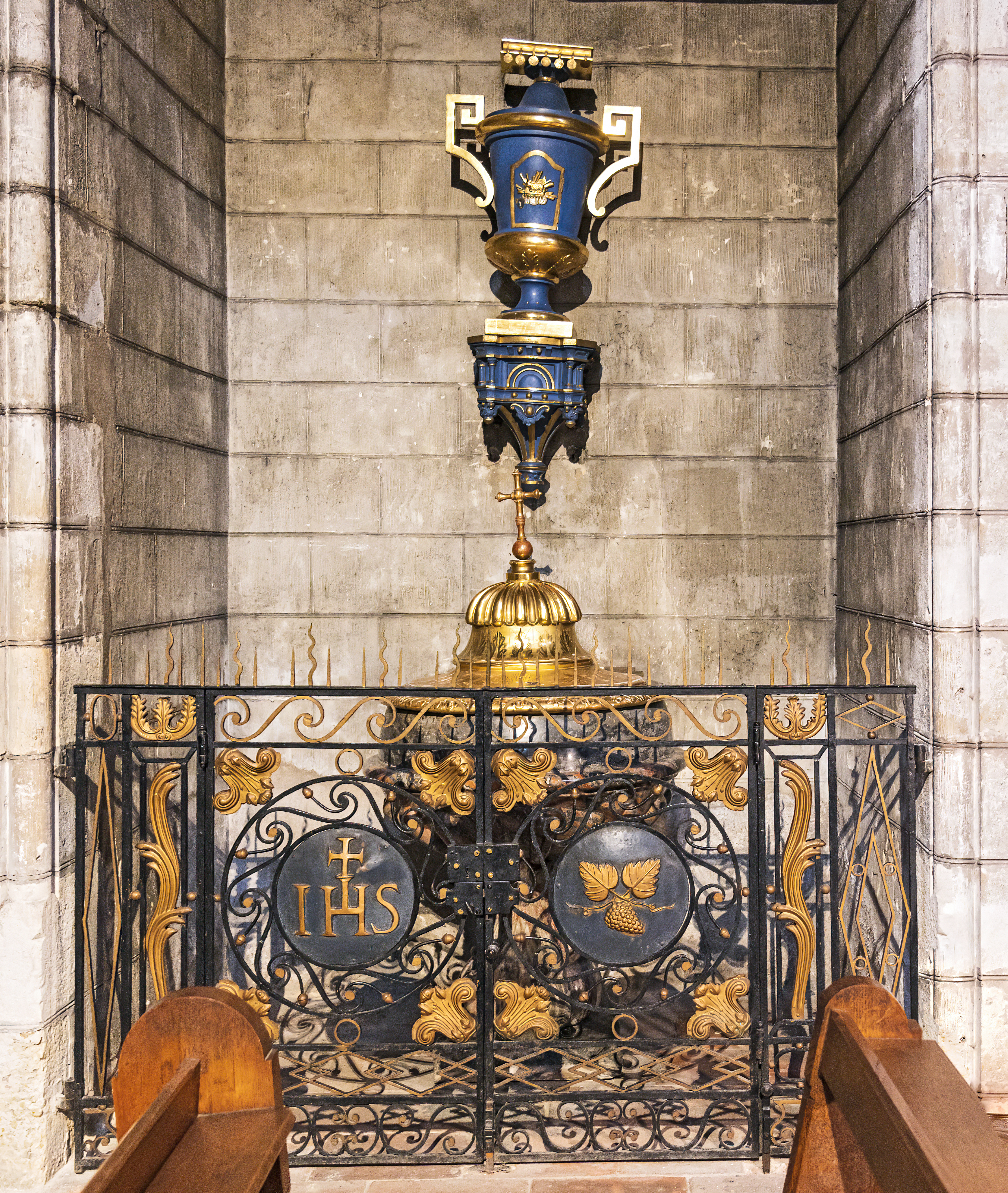
Chapelle des fonts baptismaux[9].
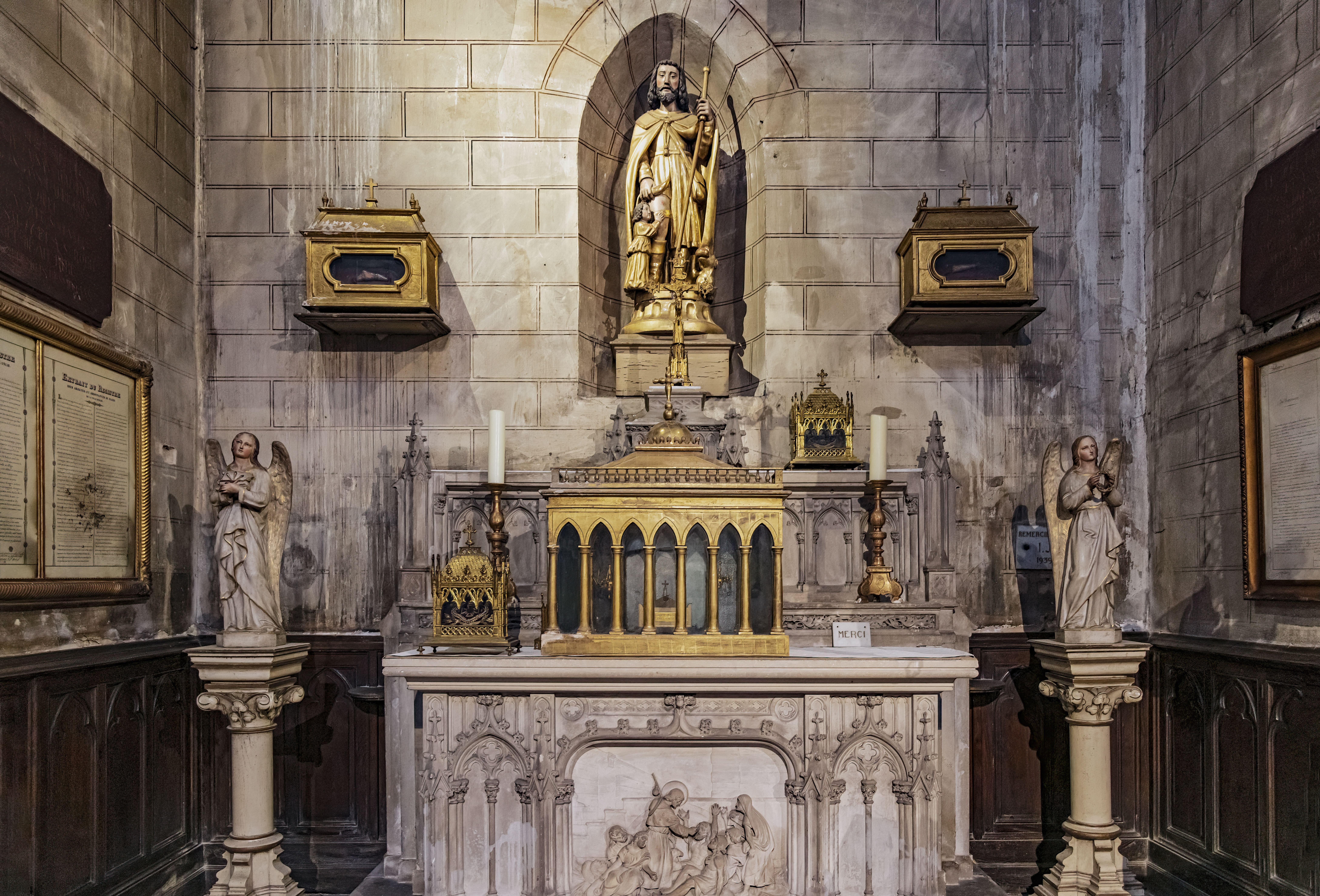
La chapelle Saint Roch
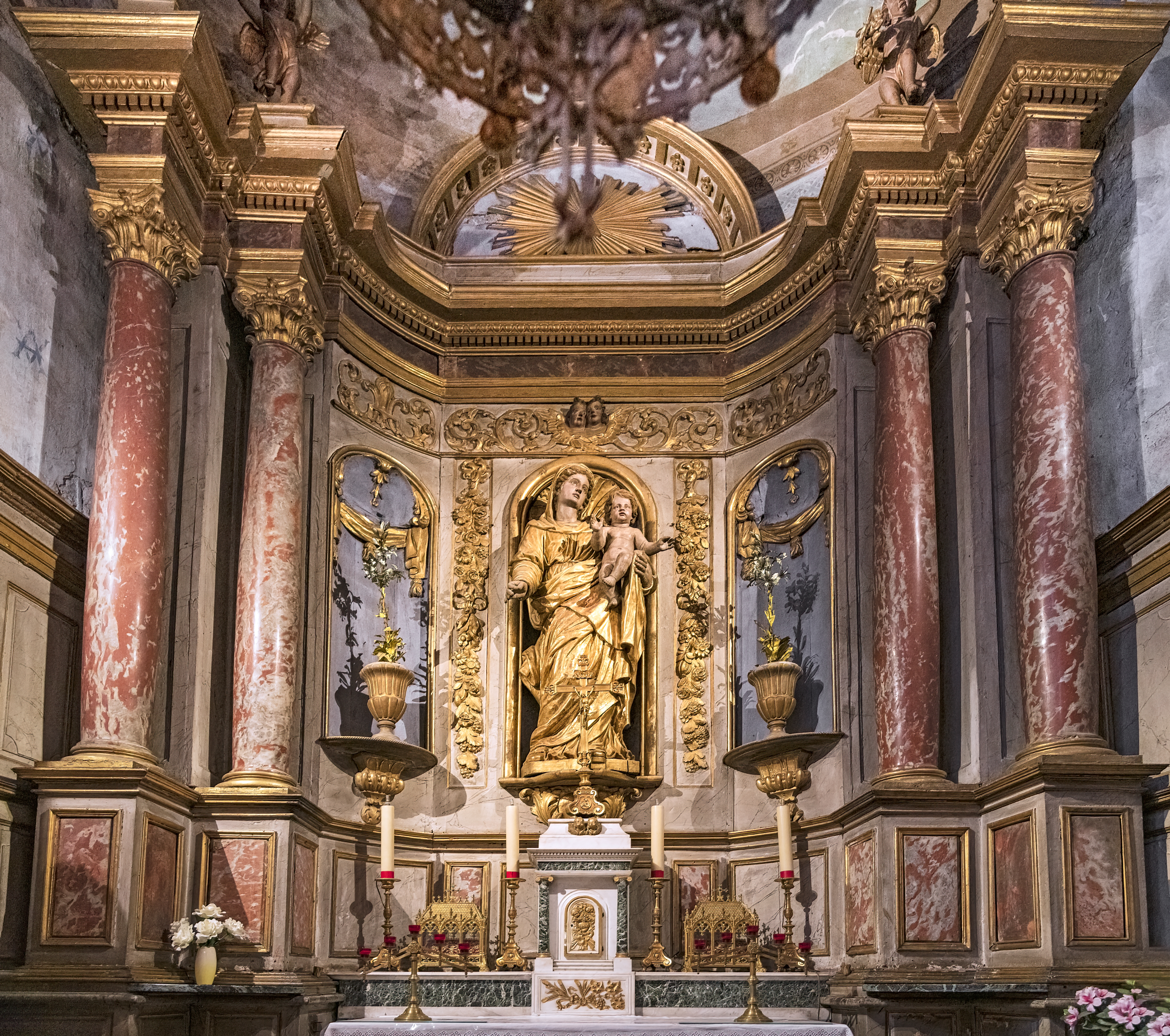
Retable de la chapelle de la Vierge
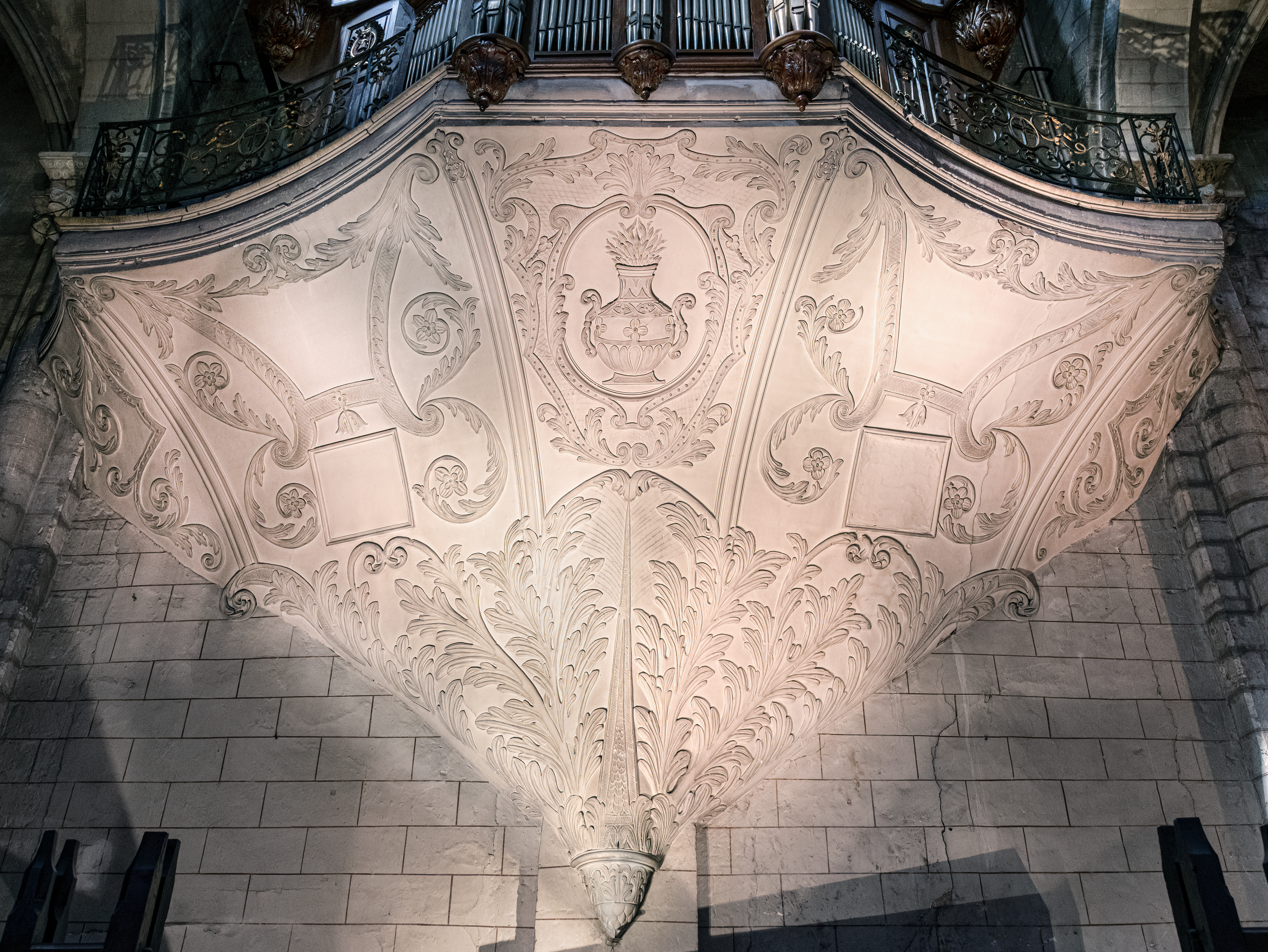
Cantoria soutenant l'orgue de tribune

### XIXe
À la révolution, le chapitre de chanoines est dissous. Le curé fait démolir le chœur pour rendre l'autel apparent aux fidèles. Un tel projet est annulé dans la cathédrale. Le métal des trésors et objets du culte, des cloches et de l'orgue sont fondus. La collégiale est saisie et mise à disposition de l'armée qui y installe un dépôt de fourrage. En 1800, la municipalité souhaite en faire un marché couvert en raison de sa proximité avec la place de la Pile, lieu de marché étriqué. Le projet échoue. Deux ailes du cloîtres sont préservées pour y aménager des passages couverts, mais les pierres des autres sont vendues à la démolition.
Dans la première moitié du XIXe, des travaux d'embellissement ont été réalisés par la famille Céroni, peintres toulousain d'origine italienne, notamment sur le plafond de chapelle de la Vierge.

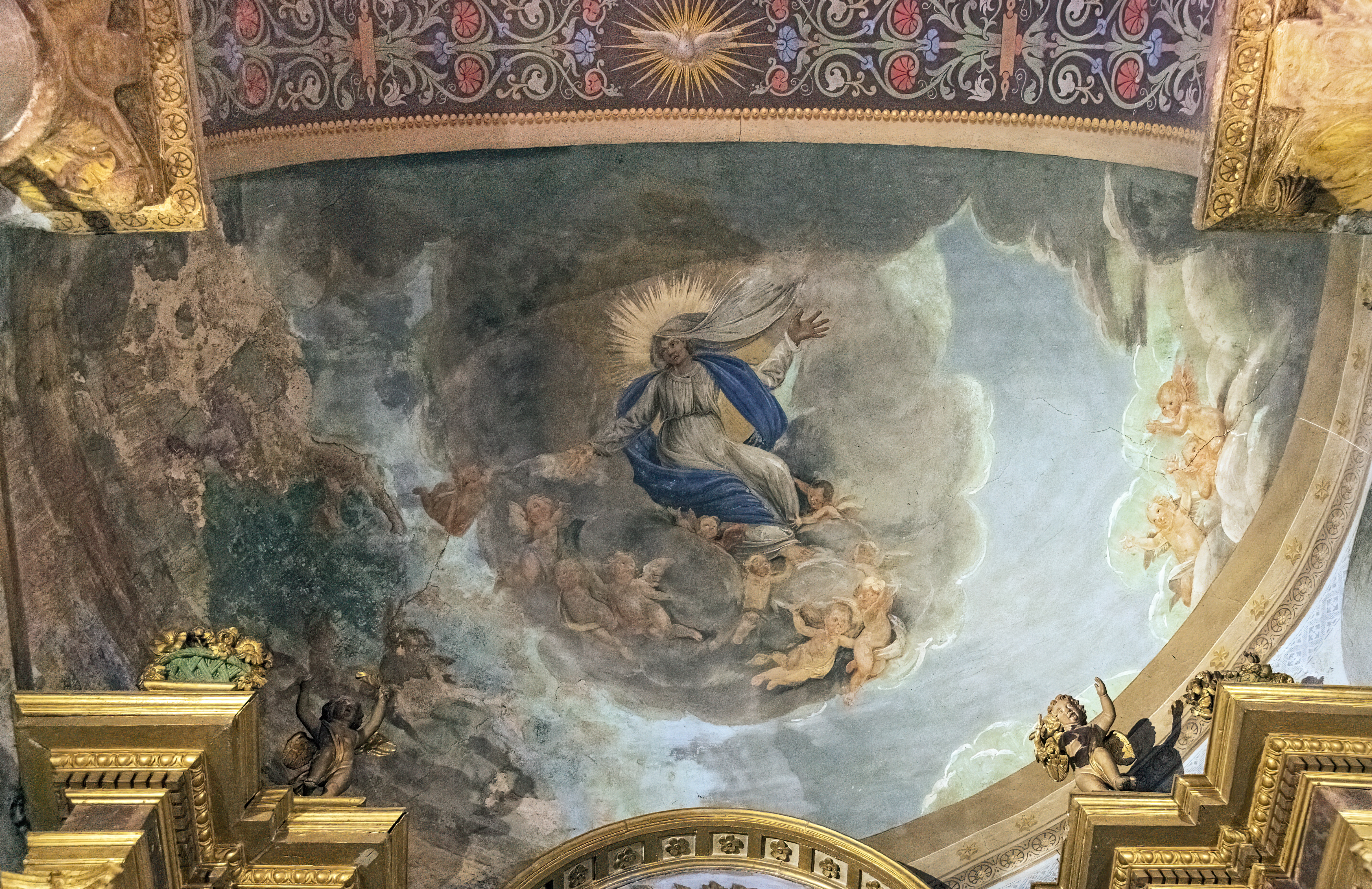
L'Assomption - Chapelle de la Vierge.

L'église collégiale retrouve son rôle en 1800, mais des travaux de réhabilitations nécessaires sont reportés à une période plus favorable, les guerres ruinant le pays. La restauration débute par le dallage en 1830, pour remplacer le précédent, abîmé par le passage des roues de charrettes à foin. Un enduit rose, vert pomme et jaune nankin est réalisé, chantier qui fait dire à Eugène Viollet-le-Duc en 1843 dans son rapport au comité des monuments historiques : « les ornements burlesques dont elle est surchargée intérieurement, [...] ne contribuent pas peu à lui enlever son ancien aspect. » Des espaces vides sous les combles sont fermés. Le travail en appareillage de pierre dans une partie en brique, est toujours visible de l'extérieur. D'autres projets ne voient pas le jour, faute de financement. (réfection des piles, elles aussi abîmées par les charrettes de foin. À la suite du passage du célèbre architecte restaurateur, la collégiale est classée monument historique en 1846.

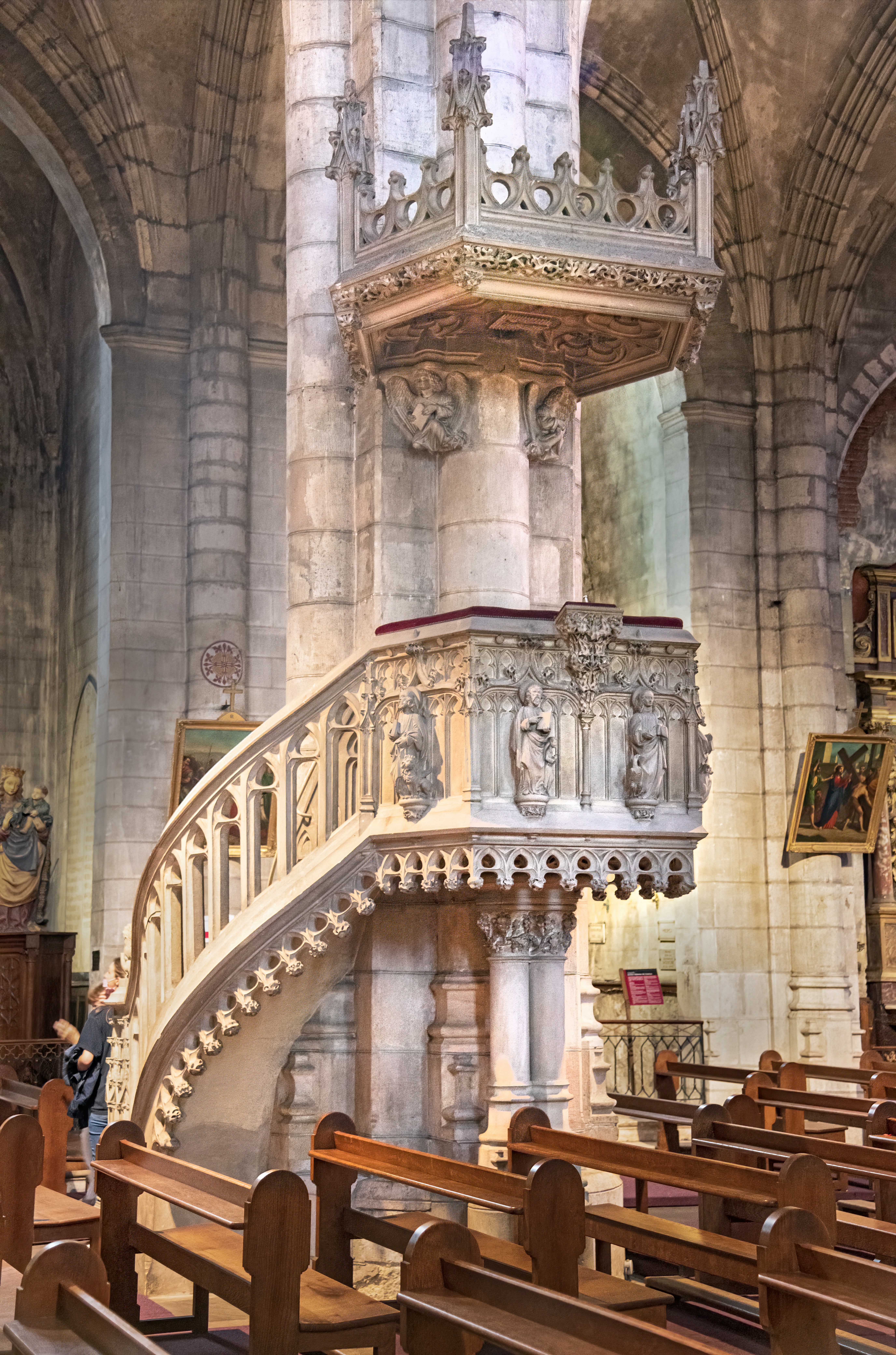
Chaire néo-gothique du sculpteur Nelli.

Dans la deuxième partie du siècle, le financement est trouvé pour sauvegarder l'édifice en péril. Trois campagnes successives préservent l'église, au prix de quelques aménagements discutés. La restauration des toitures se produit à partir de 1857, sans modifier l'aspect général de l'édifice, un travail dans l'esprit des bâtisseurs antérieurs. Sur le flanc nord, une guerre d'influence oppose la commission des Monuments historique, favorable à un dégagement du portail ouest de l'église, et la municipalité qui veut ouvrir une rue et la border de commerces. L'enjeu du litige concerne une subvention. La commission historique veut voir le portail occidental rendu à son aspect médiéval en préalable à toute discussion. Le conseil municipal, entré dans une période de réhabilitation urbanistique du vieil Albi par l'ouverture de voies d'accès vers l'est, considère secondaire les critères archéologiques et historiques de leur projet. Lors du percement de la rue Mariès, des emplacements commerciaux sont même octroyés devant le flanc nord de la collégiale. Une lettre du ministre chargé des monuments historiques stipule : « C'était moins en vue d'isoler l'église que dans le but d'une spéculation de terrain que la ville d'Albi avait conçu des projets pour l'exécution desquels elle sollicitait l'aide de l'État. » Finalement, la mairie trouve un financement et la collégiale reste encastrée entre les maisons bâties au XIVe siècle devant le portail ouest et les commerces ouverts au XIXe siècle.
Les toitures et abords réaménagés, l'architecte Camille Bodin-Legendre est contacté en 1870. Ce dernier, présent à Albi pour construire l'église paroissiale Saint-Joseph, est un disciple d'Eugène Viollet-le-Duc dont la devise est : « Restaurer un édifice, ce n'est pas l'entretenir, le réparer ou le refaire, c'est le rétablir dans un état complet qui peut n'avoir jamais existé à un moment donné. » L'architecte commence à travailler sur le projet en 1873. La réfection de parties abîmées, notamment le bas des colonnes, aboutit au remplacement des chapiteaux romans.
L'enduit coloré décrié par Viollet-le-Duc est gratté à la brosse de fer jusqu'à la pierre, faisant disparaître tout ce qui aurait pu être masqué dessous. Un enduit neutre le remplace sur toutes les parties autre qu'en bel appareil de pierre. Les baies sont modifiées : ouverture vers le bas des fenêtres du chœur et restauration des baies romanes. Bodin-Legendre s'adjoint les services du sculpteur Nelli. C'est lui qui fait les nouveaux chapiteaux et la nouvelle chaire. La transformation intérieure de l'église médiévale soulève l'indignation d'Émile Boeswillwald, inspecteur des monuments historique, passé à Albi en 1875. Son avis est appuyé par l'historien Henri Wallon, qui demande même le déclassement de la collégiale. Cette décision laisse Bodin-Legendre sans opposition pour terminer ses travaux. Le bâtiment est toutefois reclassé en 1885.

### XXe
La galerie du cloître est classée monument historique le 16 octobre 1922. Dans les années 1920, la mairie le fait dégager et le congrès de la société française d'archéologie de 1929 peut le visiter remis dans l'état qui est encore le sien au XXIe siècle. Au début du XXe mis en place dans la Chapelle de la déploration du Christ Cde la Pietà dite Mater Dolorosa . Un monument aux morts de la paroisse est érigé. 

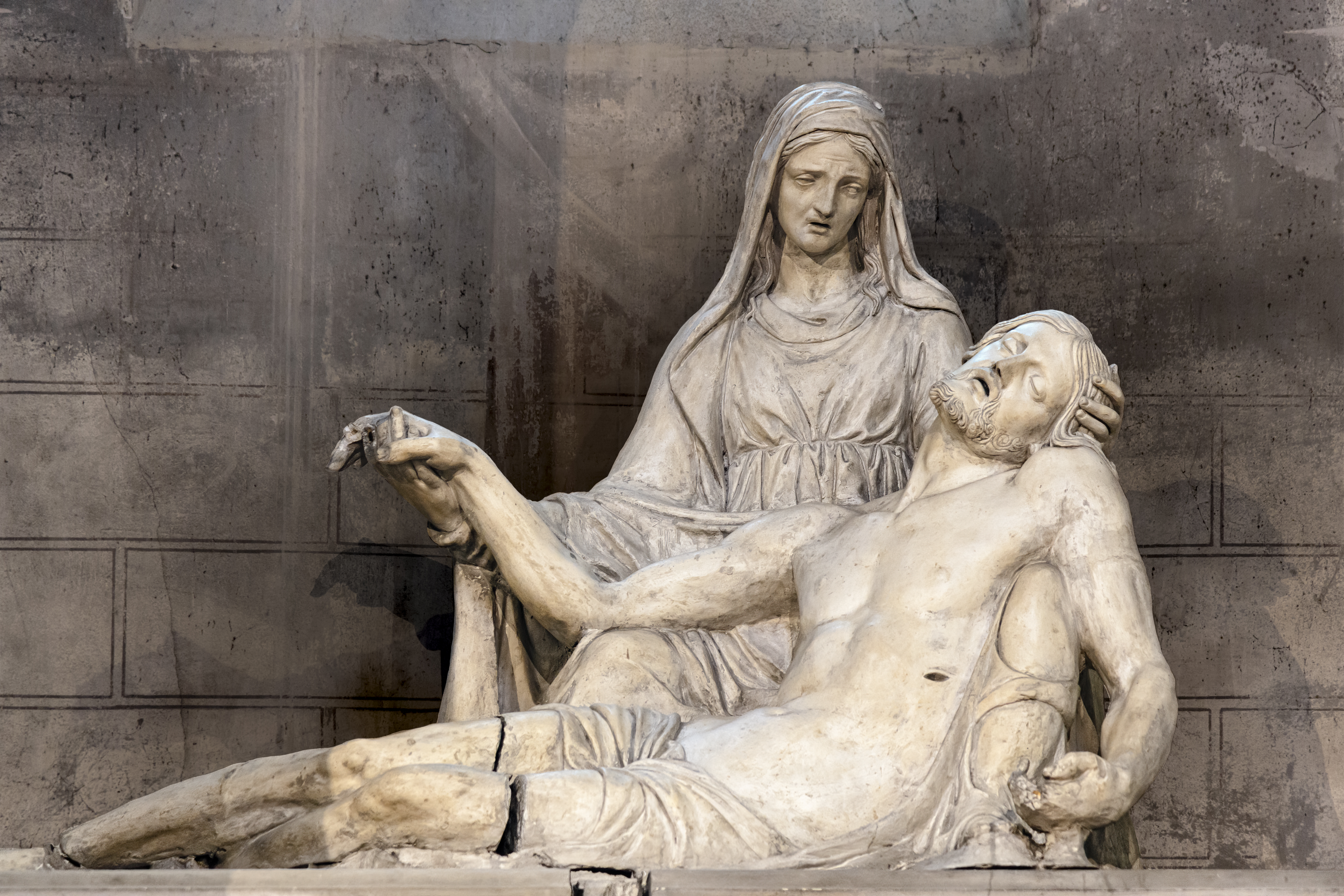
Mater Dolorosa
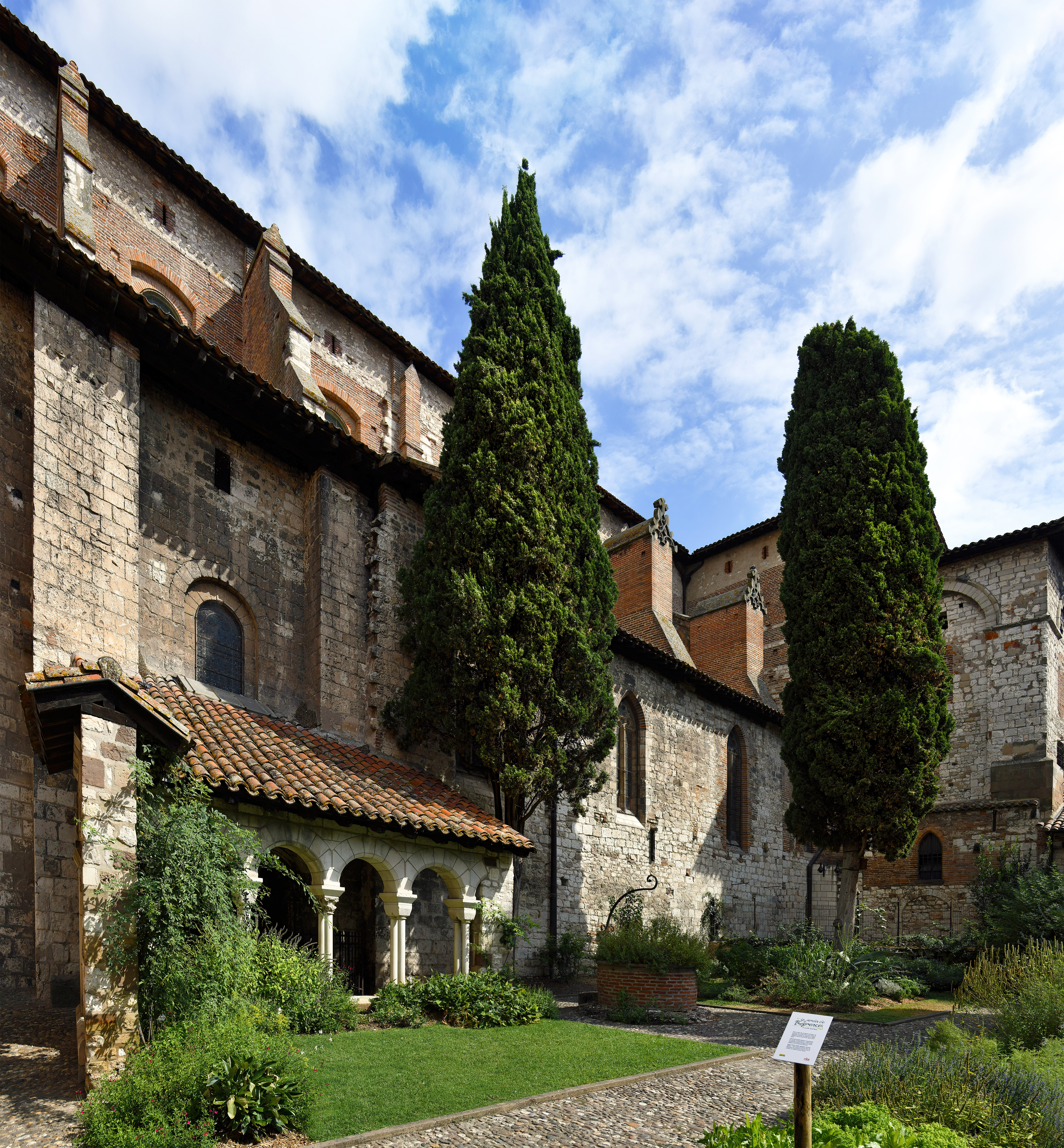
L'église vue depuis le cloitre
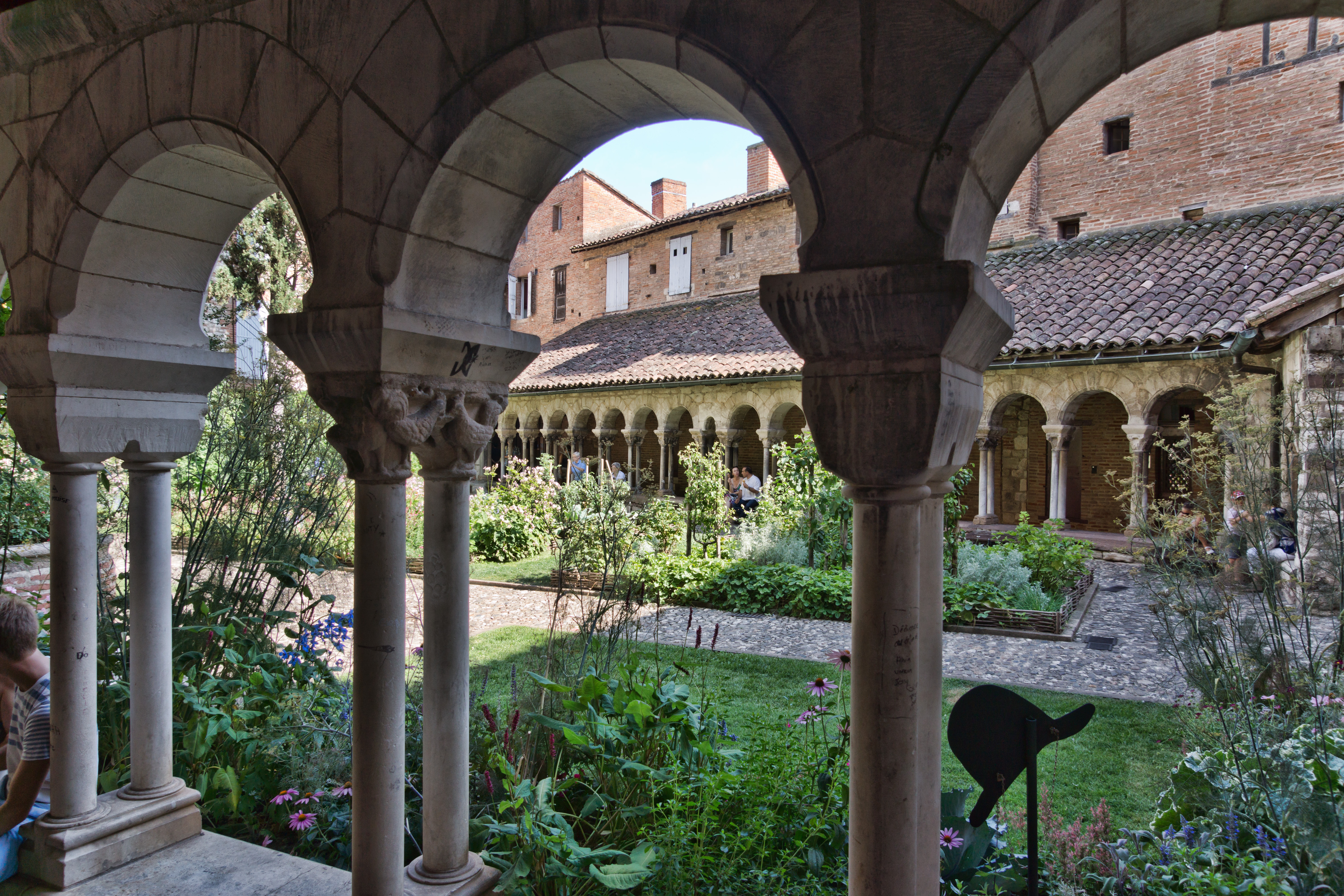
Cloître accolé à la collégiale.
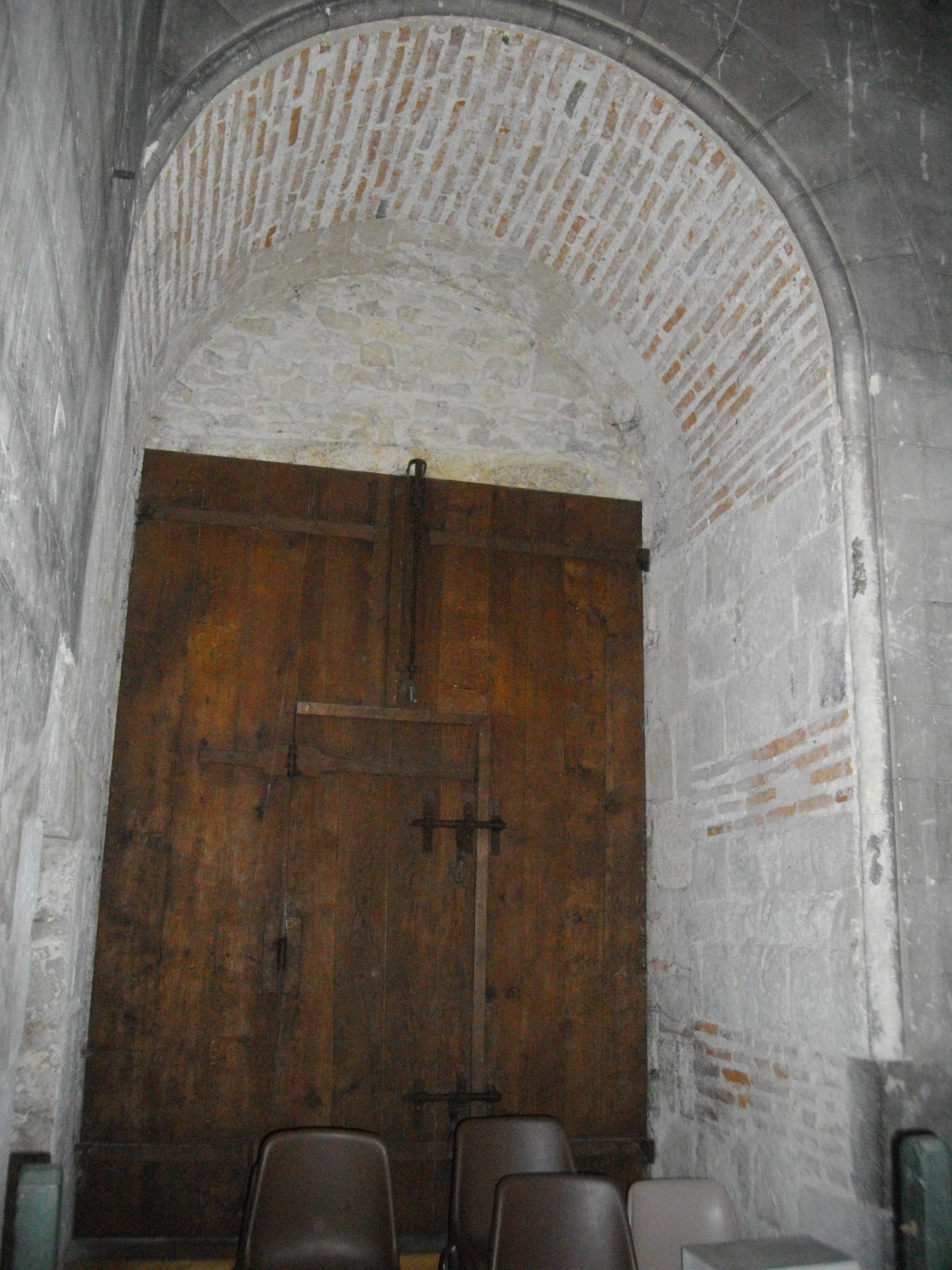
Porte encastrée sous une voute décrépite, montrant l'appareil en brique utilisé.
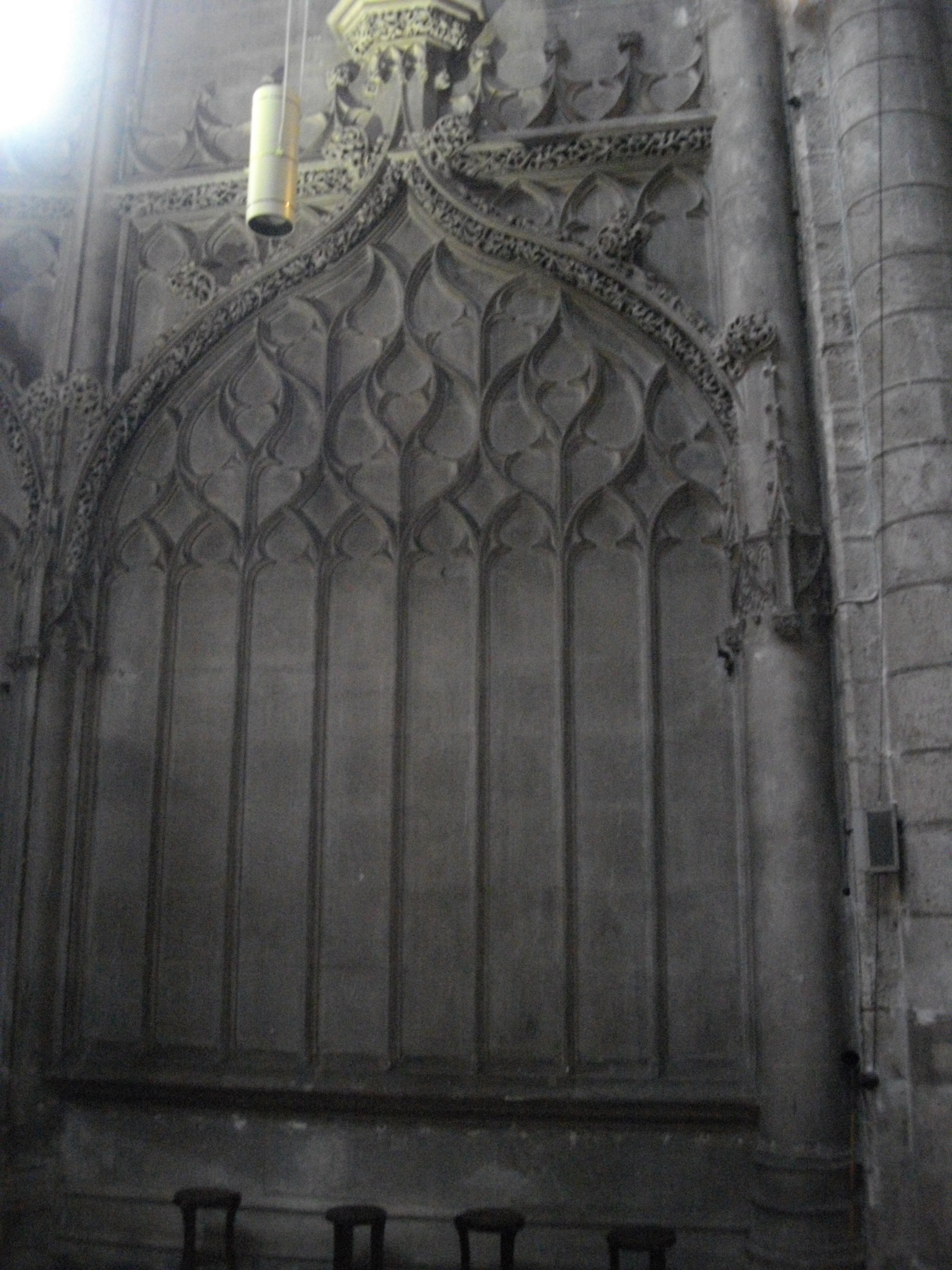
Parement en pierre du chœur de style gothique flamboyant.
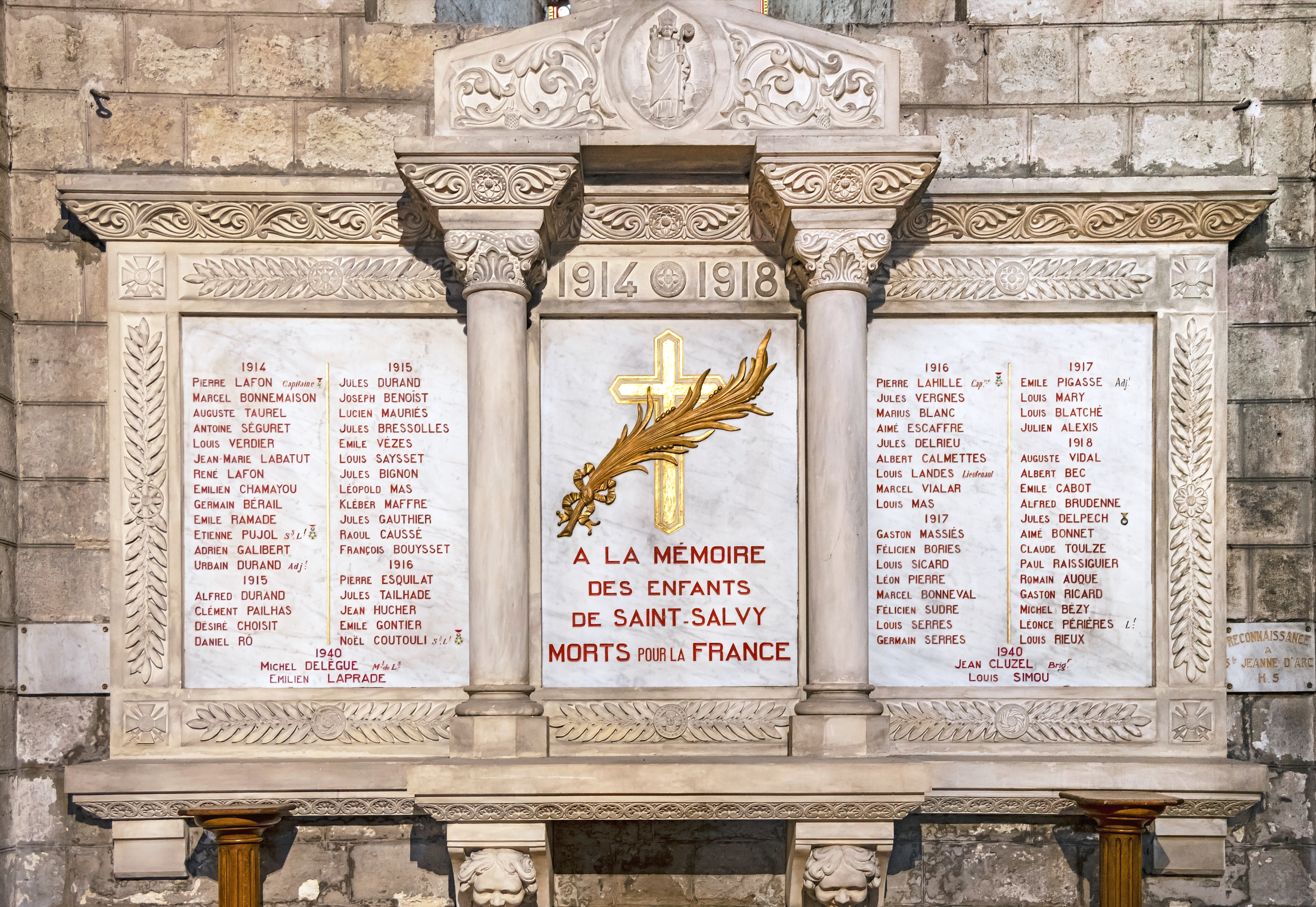
Monument aux morts de la paroisse de Saint-Salvi.

## Mobilier
Le mobilier comprend un bel ensemble de sculptures locales de la fin du Moyen Âge : une Pietà, conservée à la sacristie, un crucifix, un calvaire, un Christ aux liens et six scribes et membres du Sanhédrin. Une statue de bois polychrome, datant sans doute du XIIe siècle, est la seule représentation existante du saint ; elle a été retrouvée dans un galetas et est conservée à la sacristie. Six statues polychromes entourent celle du Christ en Ecce homo; de facture robuste, ces six statues représentent les personnages du Sanhédrin, c'est-à-dire l'assemblée législative traditionnelle du peuple juif, ainsi que son tribunal suprême qui siège normalement à Jérusalem.

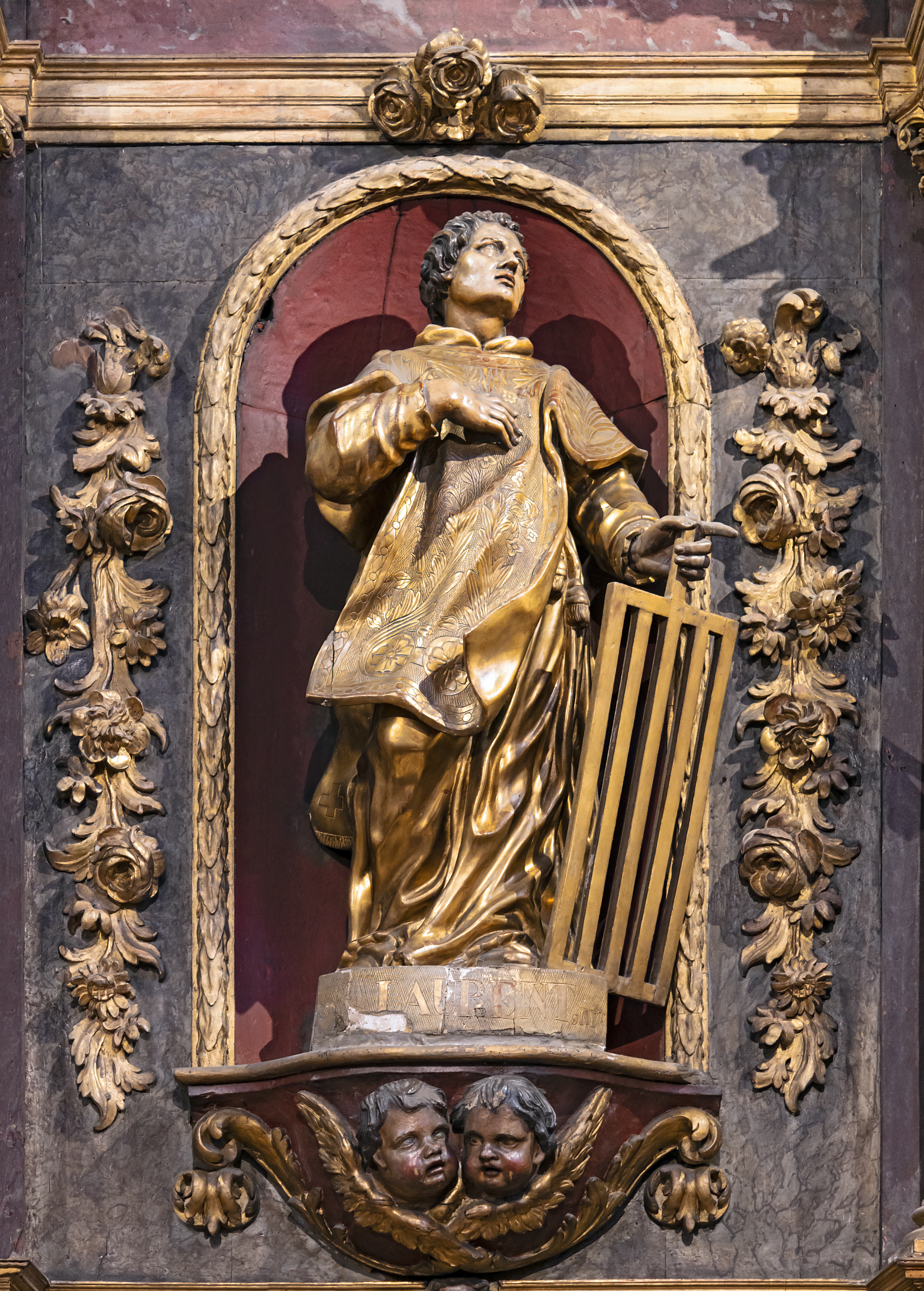
Statue de saint Laurent 1737
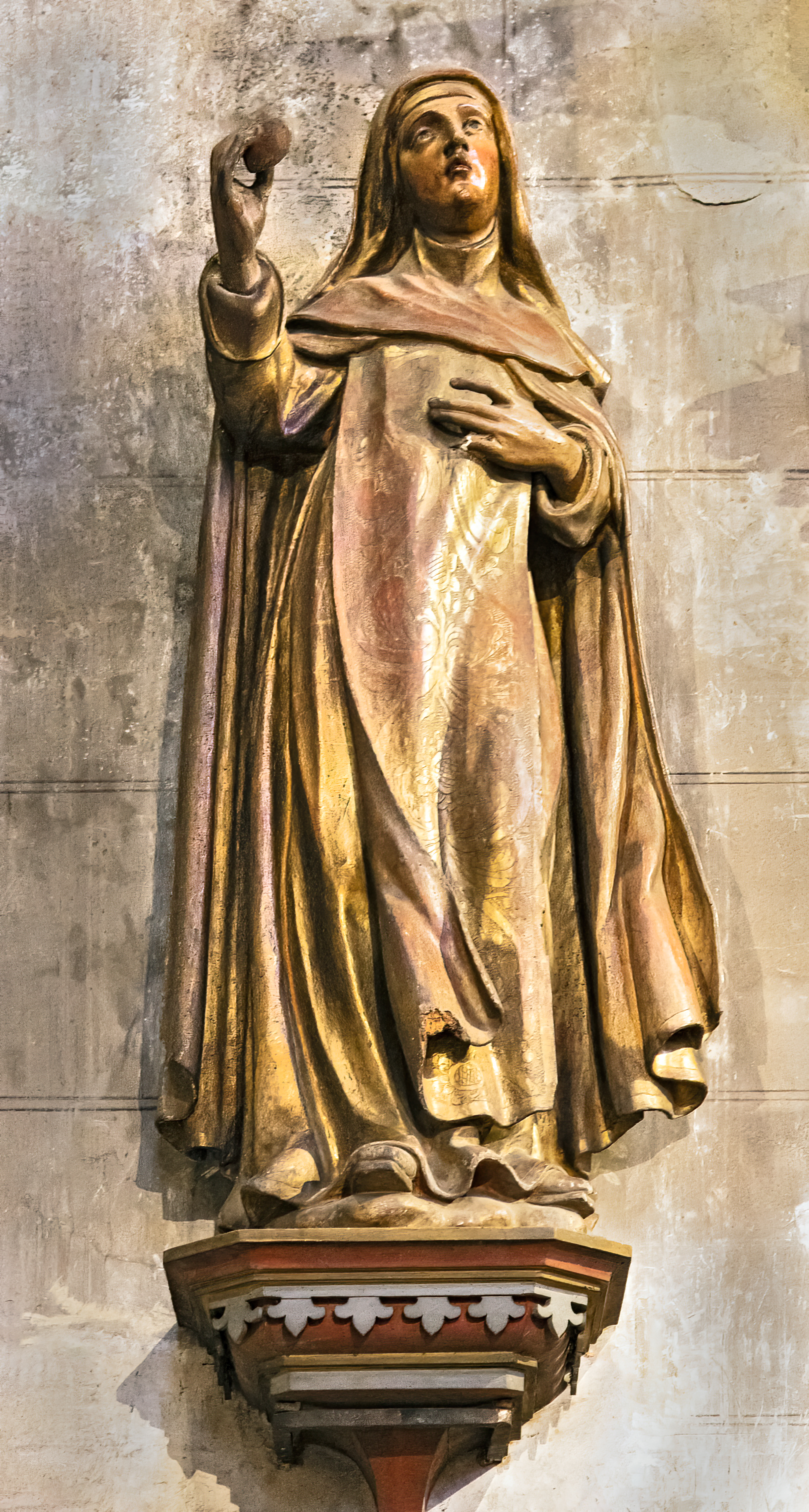
Statue de sainte Catherine de Sienne
Ecce homo[18]
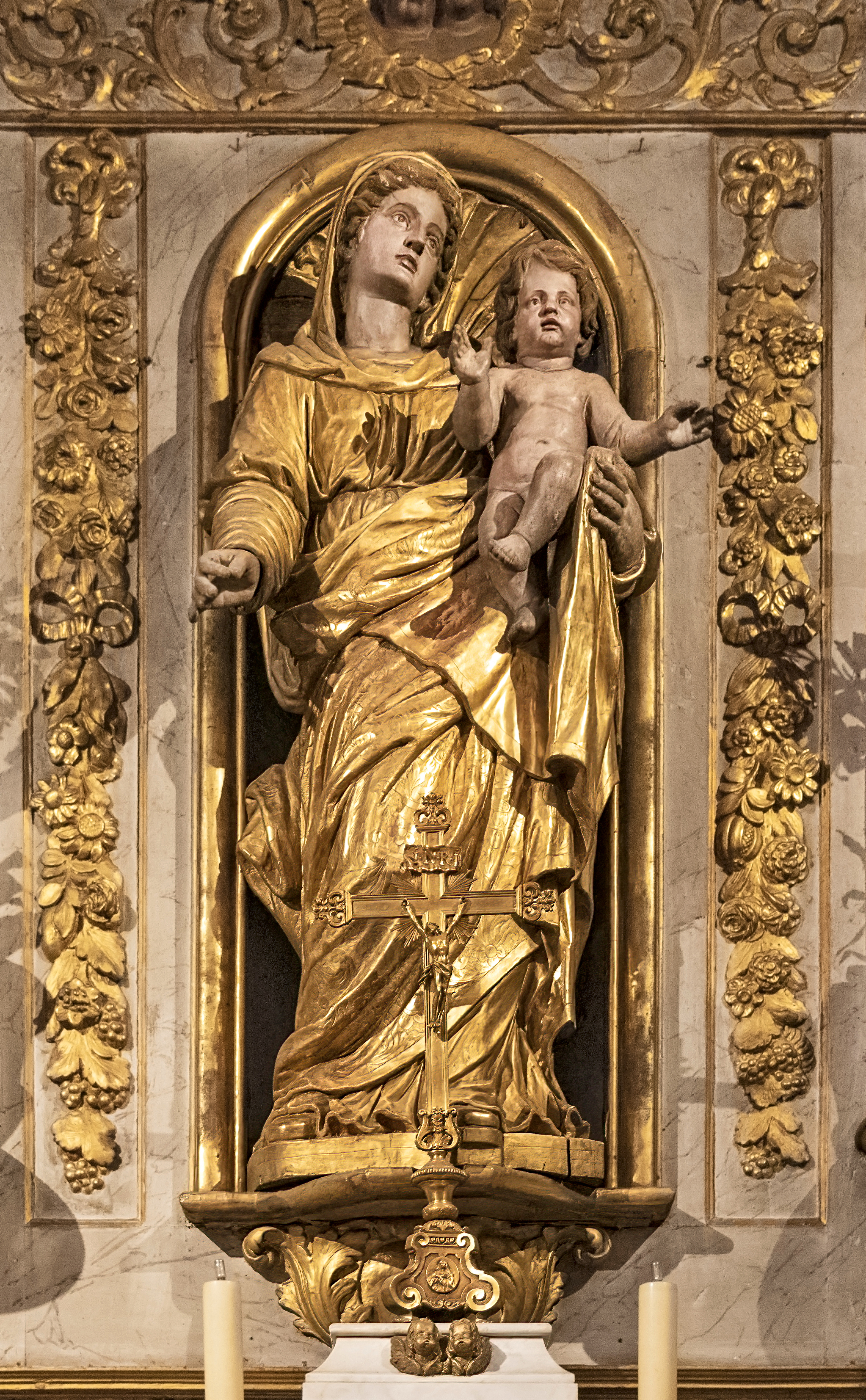
Vierge à l'Enfant
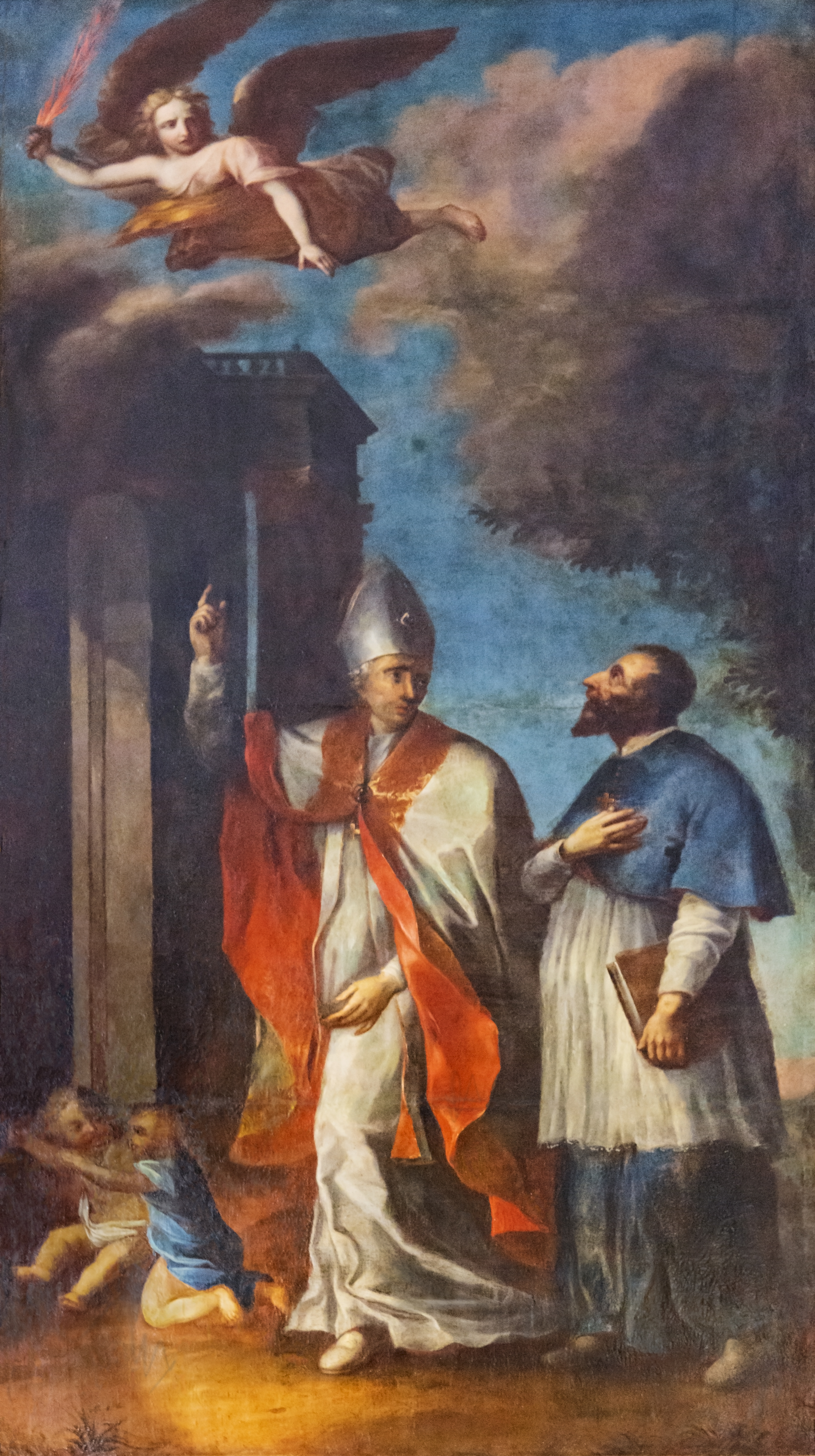
La prophétie de saint Salvi sur la maison de Chilpéric
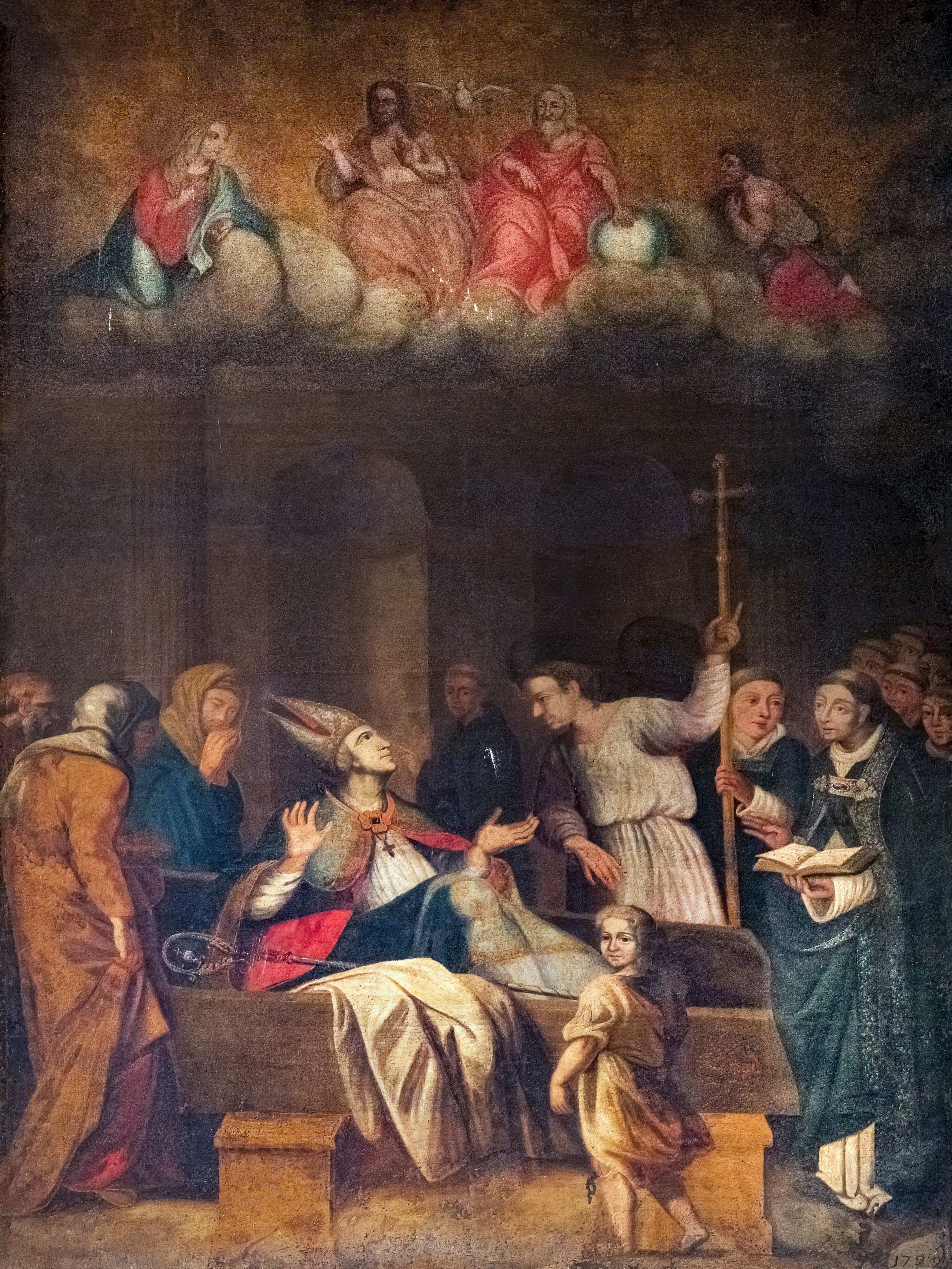
La résurrection de saint Salvi
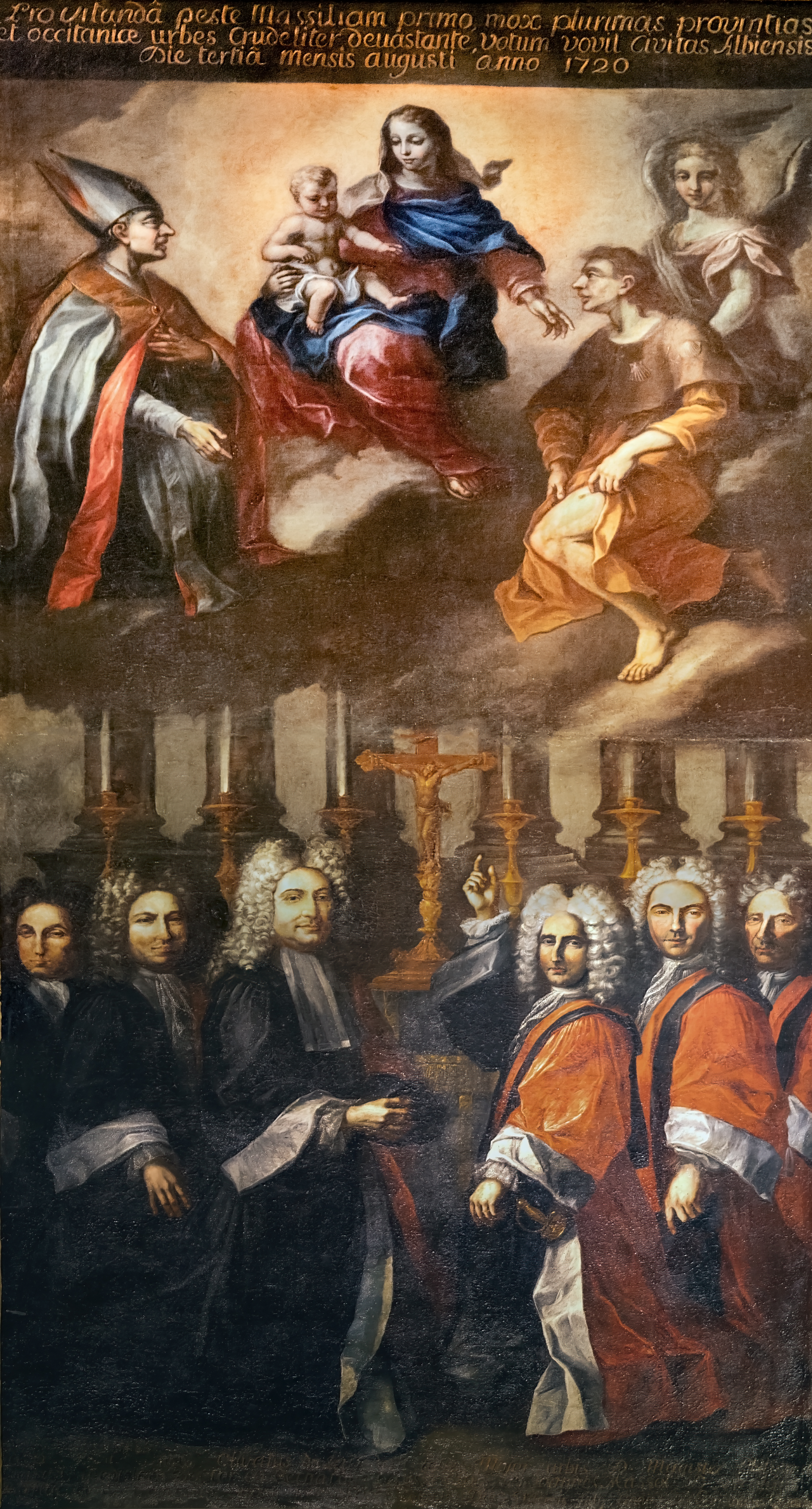
Le Vœu des Consuls
Peinture monumentale de la chapelle du Sacré-Cœur [22]
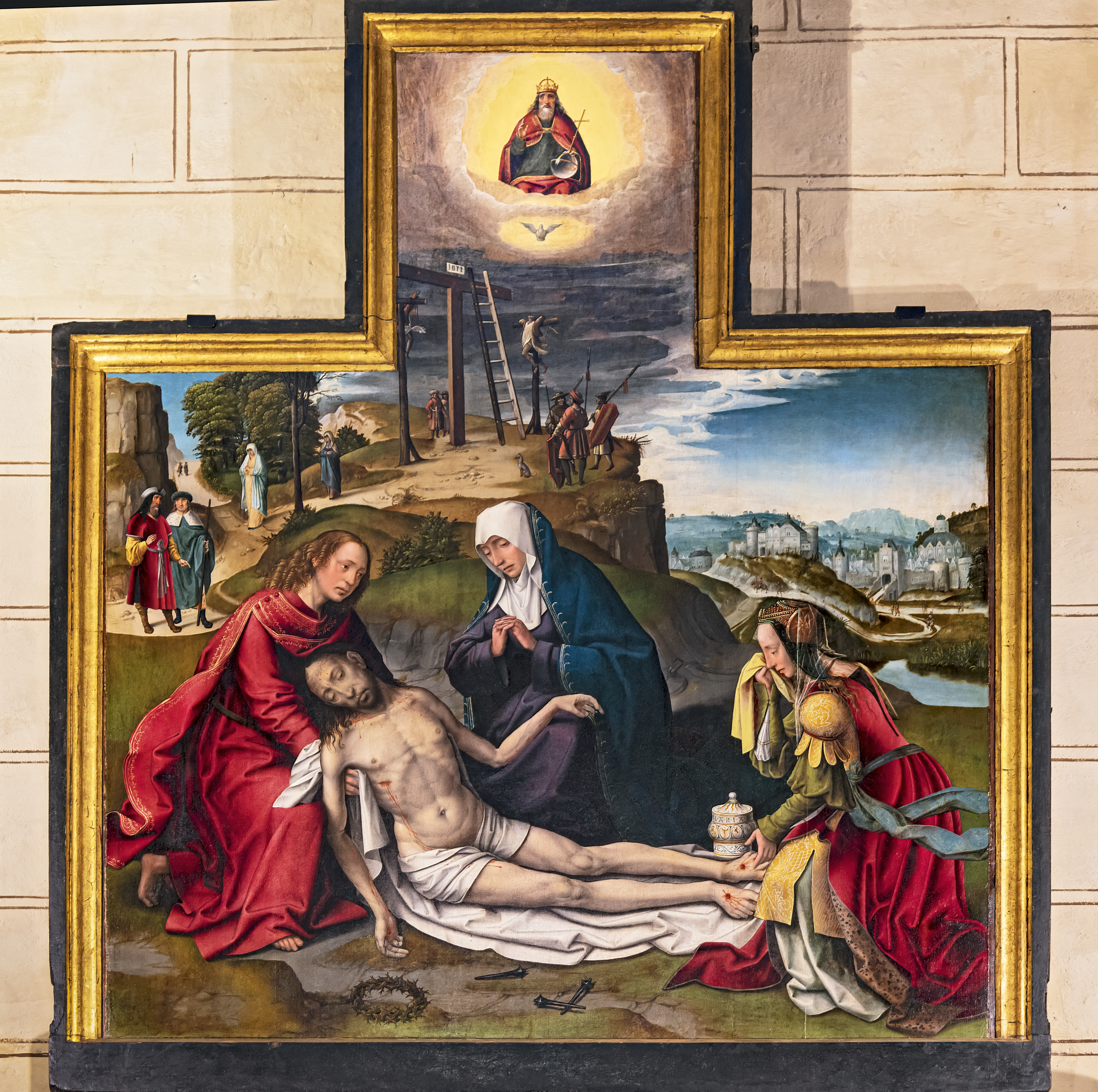
Déploration du Christ 1510
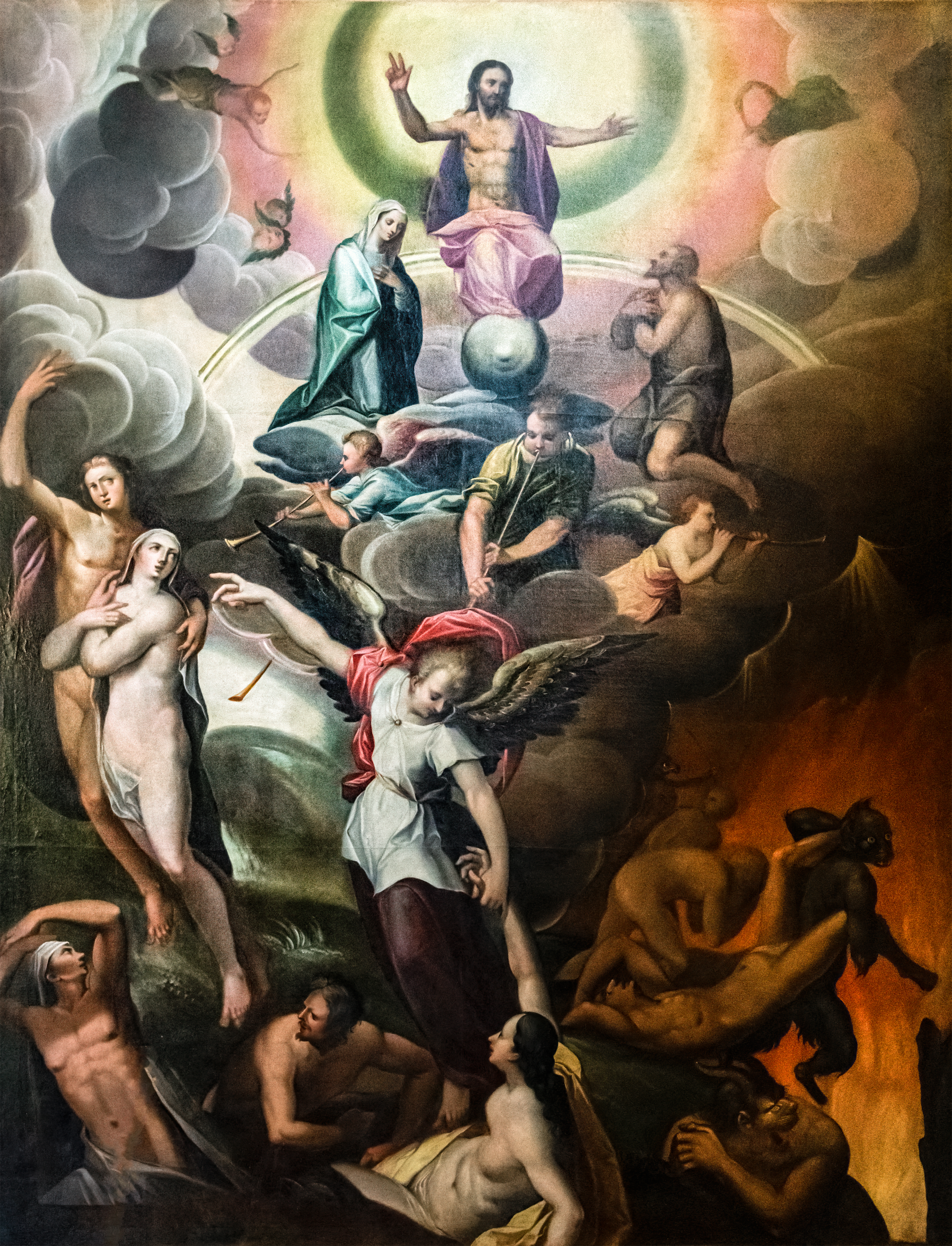
Le Jugement dernier - Jean Hourde

## Orgue
La restauration du grand orgue de la collégiale Saint-Salvi a commencé depuis près d'une année[Quand ?]. Elle préconise une reconstruction totale. Les travaux vont durer environ quatre ans, une inauguration du nouvel instrument était prévue en 2021.

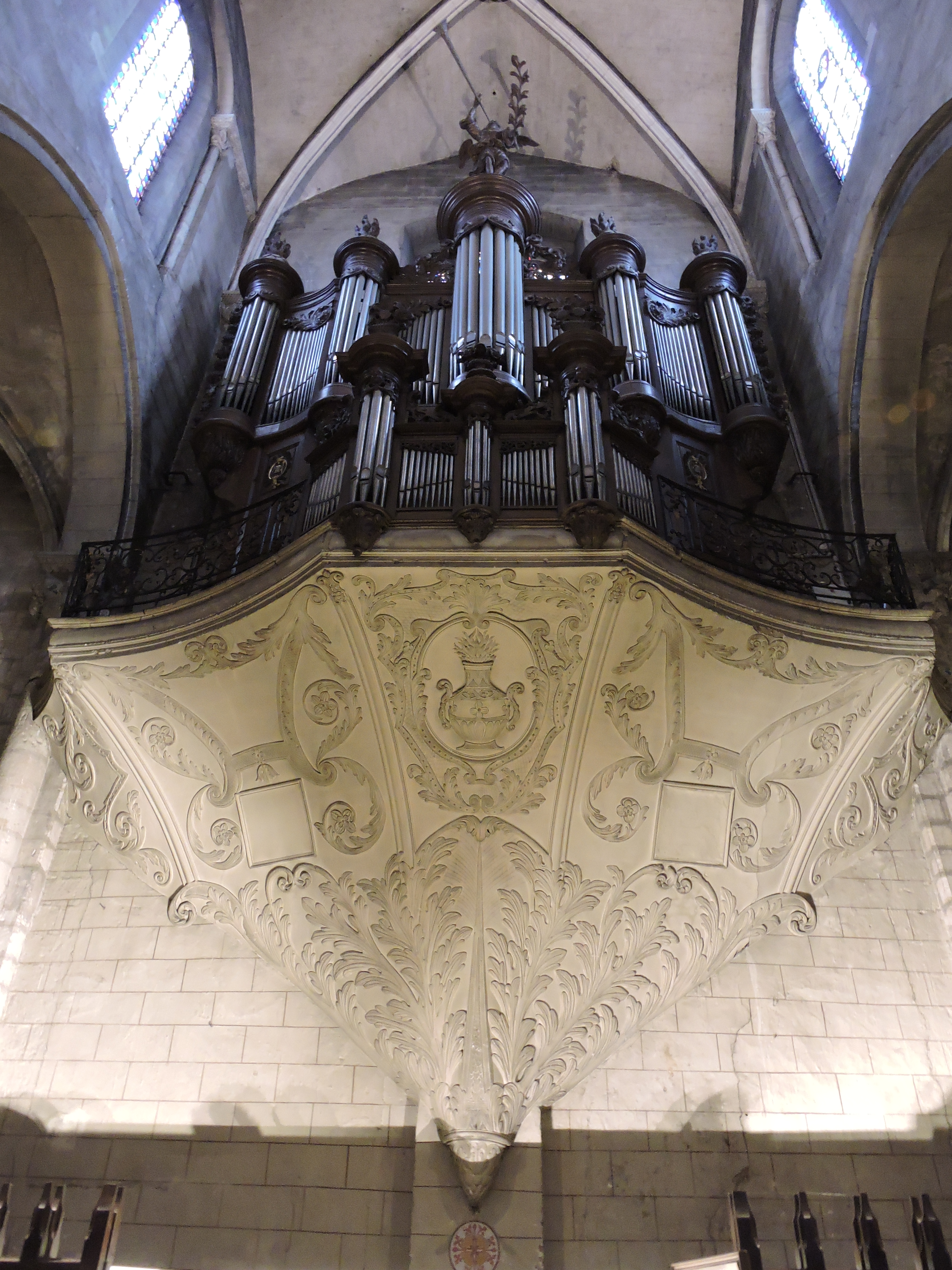
Orgue vu de la nef.

La facture s'élèvera à près de 400 000 €, la ville participera à hauteur de 50 %. Le reste est à la charge de l'association.
Une souscription participative, déductible des impôts  est lancée. Chaque donateur pourra parrainer un tuyau de l'orgue qui en compte 2380 longs de quelques centimètres à 5 mètres. Il est prévu d'en rajouter 380 soit 4 jeux supplémentaires.

### Composition avant restauration
| I - Positif expressif |        |
| Quintaton             | 16'    |
| Principal             | 8'     |
| Flûte d’orchestre     | 8'     |
| Bourdon               | 8'     |
| Salicional            | 8'     |
| Unda Maris            | 8'     |
| Flûte douce           | 4'     |
| Flûte à cheminée      | 4'     |
| Nazard                | 2' 2/3 |
| Doublette             | 2'     |
| Tierce                | 1' 3/5 |
| Larigot               | 1' 1/3 |
| Plein-jeu             | III    |
| Trompette             | 8'     |
| Cromorne              | 8'     |
| Tremblant doux        |        |

| II - Grand-orgue         |        |
| Montre                   | 16'    |
| Bourdon                  | 16'    |
| Diapason                 | 8'     |
| Flûte traversière        | 8'     |
| Gros nazard              | 5' 1/3 |
| Prestant                 | 4'     |
| Flûte bouchée            | 4'     |
| Grosse tierce            | 3' 1/5 |
| Nazard                   | 2' 2/3 |
| Doublette                | 2'     |
| Tierce                   | 1' 3/5 |
| Fournitures progressives | III-V  |
| Grand cornet             | V      |
| Trompette                | 8'     |
| Clarion                  | 4'     |

| III - Récit expressif |        |
| Flûte douce           | 16'    |
| Diapason              | 8'     |
| Flûte harmonique      | 8'     |
| Cor de nuit           | 8'     |
| Viole de gambe        | 8'     |
| Voix céleste          | 8'     |
| Flûte octaviante      | 4'     |
| Quinte                | 2' 2/3 |
| Octavin               | 2'     |
| Tierce                | 1' 3/5 |
| Piccolo               | 1'     |
| Cornet                | V      |
| Carillon              | II-IV  |
| Bombarde              | 16'    |
| Trompette             | 8'     |
| Basson-hautbois       | 8'     |
| Voix humaine          | 8'     |
| Clairon               | 4'     |
| Tremblant doux        |        |

| IV - Pédale   |        |
| Quintaton     | 32'    |
| Flûte         | 16'    |
| Soubasse      | 16'    |
| Flûte         | 8'     |
| Basse         | 8'     |
| Violoncelle   | 8'     |
| Grosse quinte | 5' 1/3 |
| Flûte         | 4'     |
| Bombarde      | 16'    |
| Trompette     | 8'     |
| Clairon       | 4'     |

## Fouilles archéologiques

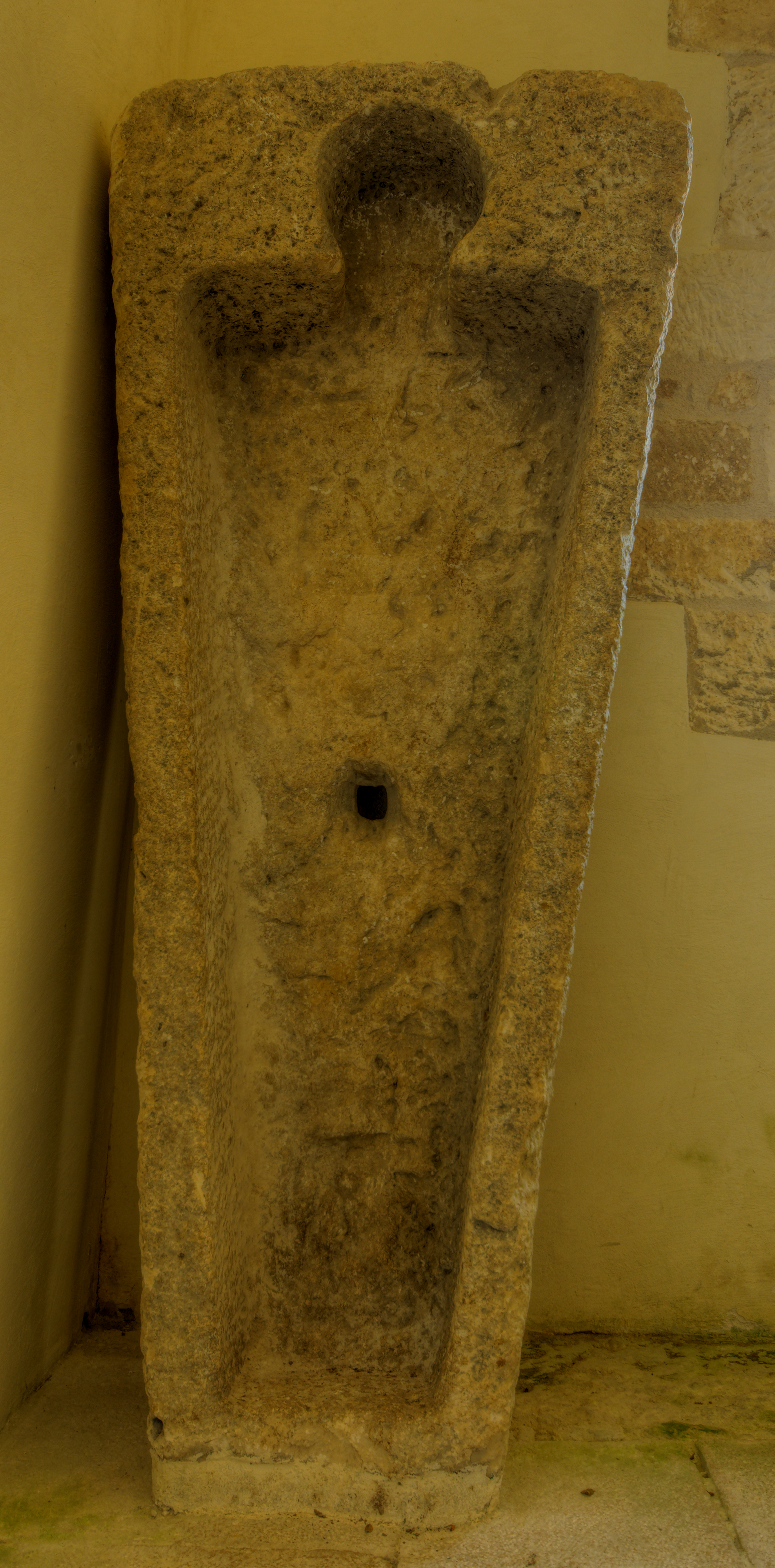
Exemple de sarcophage à loge céphalique.

Les premières fouilles datent des années 1857-1861. À cette époque, la collégiale est enserrée dans un réseau de maisons mitoyennes, nommé roda de la plassa, mal desservi par les ruelles. Le projet de Jean-François Mariès est de relier le quartier central de la cathédrale à la place du Vigan, nouveau centre névralgique de la ville. La rue qui portera son nom est percée à travers les vieilles maisons et passe devant la collégiale. Pour corriger la pente de cette rue, un décaissement atteignant cinq mètres de profondeur est réalisé à travers un ancien cimetière.
Les archéologues mettent au jour cinq niveaux de sépultures, les plus hautes en plaine terre sont relativement récentes, datées grâce à des pièces de monnaie de Henri IV et un chapelet. En profondeur, des sarcophages en pierre avec loge céphalique ont été découverts. Ils ont été datés de la période entre le XIe siècle et le XIVe siècle. Encore au-dessous, une nécropole mérovingienne et carolingienne a été datée avec une monnaie de Charlemagne et des plaques-boucles. Ces découvertes appuient la thèse de la sépulture de Salvius d'Albi sur le lieu.
Dans les années 1950, des travaux de remise en état du cloître ont mis au jour une autre partie de la nécropole et un fragment de croix de pierre. Quatre niveaux ont été révélés sur une profondeur de 1,60 mètre entremêlant des tombes en pleine terre ou entre des dalles de pierre. Aucune découverte n'a permis d'en établir une datation. En 1997, la nécessité d'assainir le clocher a conduit à faire des sondages. Ils ont révélé des sarcophages du Moyen Âge et des tombes ultérieures simples. Les niveaux de l'époque romane semblent avoir disparu lors de la construction de la collégiale.
Enfin, en 2010, des travaux d'électrification dans l'église ont nécessité le percement d'un placard mural. Une statue de la Vierge Marie polychrome y était emmurée. Datant du XIVe siècle, elle avait été oubliée dans son placard recouvert de lambris du XVIIIe siècle ou début XIXe siècle.

## Chanoines célèbres
(liste non exhaustive)
- 1548 ca -  Gabriel de Laye ou de L'Haye, chanoine de l'église collégiale, jouissait de l'Abbaye Notre-Dame de Valsaintes en cette année. Il est décédé le 4 novembre 1558[25]

## Sources